# Điện ảnh năm 2015
Điện ảnh 2015 tổng quan về các sự kiện điện ảnh, bao gồm các phim điện ảnh đạt doanh thu cao nhất, các lễ trao giải, liên hoan phim cùng danh sách các phim điện ảnh được ra mắt trong năm.

## Phim có doanh thu cao nhất
Top 10 phim điện ảnh được ra mắt trong năm 2015 xếp hạng theo doanh thu trên toàn thế giới:
| Hạng | Tựa đề                                | Hãng phát hành   | Doanh thu toàn cầu |
| ---- | ------------------------------------- | ---------------- | ------------------ |
| 1    | Star Wars: Thần lực thức tỉnh         | Disney           | 2,068,178,225 USD  |
| 2    | Thế giới khủng long                   | Universal        | 1,670,400,637 USD  |
| 3    | Fast & Furious 7                      | Universal        | 1,516,045,911 USD  |
| 4    | Avengers: Đế chế Ultron               | Disney           | 1,405,413,868 USD  |
| 5    | Minions                               | Universal        | 1,159,398,397 USD  |
| 6    | Spectre                               | MGM / Columbia   | 880,674,609 USD    |
| 7    | Những mảnh ghép cảm xúc               | Disney           | 857,427,711 USD    |
| 8    | Nhiệm vụ bất khả thi: Quốc gia bí ẩn  | Paramount        | 682,330,139 USD    |
| 9    | The Hunger Games: Húng nhại – Hồi kết | Lionsgate Films  | 653,428,261 USD    |
| 10   | Người về từ Sao Hỏa                   | 20th Century Fox | 630,161,890 USD    |

Star Wars: Thần lực thức tỉnh có tổng doanh thu hơn 2 tỉ USD, trở thành phim điện ảnh thứ ba vượt qua được cột mốc này, đồng thời đây cũng là phim điện ảnh thứ 24 có doanh thu hơn 1 tỉ USD, và phim điện ảnh thứ ba trong danh sách những phim điện ảnh có doanh thu cao nhất mọi thời đại.  Mỗi phim Thế giới khủng long, Fast & Furious 7, Avengers: Đế chế Ultron, và Minions đều có doanh thu vượt qua mốc 1 tỉ USD, lần lượt trở thành phim thứ 22, thứ 20, thứ 21, và thứ 23 vượt qua cột mốc này; và hiện tại đang lần lượt là phim điện ảnh có doanh thu cao thứ tư, thứ sáu, thứ bảy, và thứ mười một mọi thời đại.  Spectre và Những mảnh ghép cảm xúc thu về hơn 850 triệu USD, và hiện tại đang là đứng thứ 41 và 46 trong danh sách phim có doanh thu cao nhất mọi thời đại.
Minions trở thành phim hoạt hình đầu tiên không phải là phim của Disney và là phim hoạt hình thứ ba sau Câu chuyện đồ chơi 3 (2010) và Nữ hoàng băng giá (2013) có doanh thu vượt mốc 1 tỉ USD, và phim hiện tại đang đứng thứ hai trong danh sách các phim hoạt hình có doanh thu cao nhất. Những mảnh ghép cảm xúc Trở thành phim hoạt hình thứ 10 có doanh thu hơn 800 triệu USD và hiện đang là phim hoạt hình có doanh thu cao thứ 11 mọi thời đại. Fast & Furious 7, Thế giới khủng long, và Star Chiến tranhs: Thần lực thức tỉnh cũng lần lượt trở thành phim điện ảnh thứ ba, tư và năm có doanh thu hơn 1 tỉ USD bên ngoài Bắc Mỹ, cùng với Titanic (1997) và Avatar (2009).

## Sự kiện

### Lễ trao giải
| Thời gian   | Sự kiện                                                   | Đơn vị tổ chức                                                       | Địa điểm                              | Nguồn         |
| ----------- | --------------------------------------------------------- | -------------------------------------------------------------------- | ------------------------------------- | ------------- |
| 11 tháng 1  | Giải Quả cầu vàng lần thứ 72                              | Hiệp hội báo chí nước ngoài ở Hollywood                              | Beverly Hills, California, Mỹ         | [ 2 ]         |
| 15 tháng 1  | Giải Critics' Choice lần thứ 20                           | Hiệp hội Phê bình Phim Phát sóng                                     | Santa Monica, California, Mỹ          | [ 3 ]         |
| 24 tháng 1  | Giải thưởng của Nghiệp đoàn Nhà sản xuất điện ảnh Mỹ 2014 | Nghiệp đoàn Nhà sản xuất điện ảnh Mỹ                                 | Beverly Hills, California, Mỹ         | [ 4 ]         |
| 25 tháng 1  | Giải thưởng của Nghiệp đoàn Diễn viên Màn ảnh lần thứ 21  | SAG-AFTRA                                                            | Los Angeles, California, Mỹ           | [ 5 ]         |
| 26 tháng 1  | Giải Guldbagge lần thứ 50                                 | Viện Hàn lâm Điện ảnh Thụy Điển                                      | Djurgården, Thụy Điển                 | [ 6 ]         |
| 31 tháng 1  | Giải AACTA lần thứ 4                                      | Viện Hàn lâm Nghệ thuật Điện ảnh và Truyền hình Úc                   | Los Angeles, California, Mỹ           | [ 7 ]         |
| 31 tháng 1  | Giải Filmfare lần thứ 60                                  | Filmfare                                                             | Mumbai, Ấn Độ                         |               |
| 2 tháng 2   | Giải Lumières lần thứ 20                                  | Académie des Lumières                                                | Paris, Pháp                           | [ 8 ]         |
| 4 tháng 2   | Giải Hiệp hội các nhà phê bình phim người Mỹ gốc Phi 2014 | Hiệp hội các nhà phê bình phim người Mỹ gốc Phi                      | Hollywood, California, Mỹ             | [ 9 ]         |
| 7 tháng 2   | Giải Goya lần thứ 29                                      | Academia de las Artes y las Ciencias Cinematográficas de España      | Madrid, Tây Ban Nha                   | [ 10 ]        |
| 7 tháng 2   | Giải Magritte lần thứ 5                                   | Académie André Delvaux                                               | Brussels, Bỉ                          | [ 11 ]        |
| 8 tháng 2   | Giải BAFTA lần thứ 68                                     | Viện Hàn lâm Nghệ thuật Điện ảnh và Truyền hình Anh quốc             | Luân Đôn, Anh, Vương quốc Anh         | [ 12 ]        |
| 15 tháng 2  | Giải Satellite lần thứ 19                                 | Viện Hàn lâm Báo chí Quốc tế                                         | Los Angeles, California, Mỹ           | [ 13 ]        |
| 20 tháng 2  | Giải César lần thứ 40                                     | Viện Hàn lâm Nghệ thuật Điện ảnh và Công nghệ Pháp                   | Paris, Pháp                           | [ 14 ]        |
| 21 tháng 2  | Giải Tinh thần độc lập lần thứ 30                         | Giải Tinh thần độc lập                                               |                                       | [ 15 ]        |
| 21 tháng 2  | Giải Mâm xôi vàng lần thứ 35                              | Giải Mâm xôi vàng                                                    | Hollywood, California, Mỹ             |               |
| 22 tháng 2  | Giải Oscar lần thứ 87                                     | Viện Hàn lâm Khoa học và Nghệ thuật Điện ảnh                         | Hollywood, California, Mỹ             | [ 16 ]        |
| 12 tháng 4  | Giải Điện ảnh của MTV 2015                                | MTV                                                                  | Los Angeles, California               | [ 17 ]        |
| 3 tháng 5   | Giải thưởng Điện ảnh Quốc gia lần thứ 62                  | Liên hoan Đạo diễn điện ảnh                                          | Ấn Độ                                 | [ 18 ] [ 19 ] |
| 25 tháng 6  | Giải Sao Thổ lần thứ 41                                   | Viện Hàn lâm Phim Điện ảnh Khoa học Viễn tưởng, Kỳ ảo và Kinh dị     | Burbank, California                   | [ 20 ]        |
| 20 tháng 9  | Giải FAMAS 2015                                           | Giải thưởng Viện Hàn lâm Nghệ thuật Điện ảnh và Khoa học Philippines | Thành phố Newport, Vùng đô thị Manila | [ 21 ]        |
| 12 tháng 12 | Giải thưởng Điện ảnh châu Âu lần thứ 28                   | Viện Hàn lâm Điện ảnh châu Âu                                        | Berlin, Đức                           | [ 22 ]        |

### Liên hoan phim
| Thời gian                                 | Sự kiện                                        | Đơn vị tổ chức                      | Địa điểm                     | Nguồn  |
| ----------------------------------------- | ---------------------------------------------- | ----------------------------------- | ---------------------------- | ------ |
| 22 tháng 1 – 1 tháng 2                    | Liên hoan phim Sundance 2015                   | Viện Sundance                       | Park City, Utah, Mỹ.         | [ 23 ] |
| 5–15 tháng 2                              | Liên hoan phim quốc tế Berlin lần thứ 65       | Liên hoan phim quốc tế Berlin       | Berlin, Đức                  | [ 24 ] |
| 13–24 tháng 5                             | Liên hoan phim Cannes 2015                     | Liên hoan phim Cannes               | Cannes, Pháp                 | [ 25 ] |
| 3–11 tháng 7                              | Liên hoan phim quốc tế Karlovy Vary lần thứ 50 | Liên hoan phim quốc tế Karlovy Vary | Karlovy Vary, Cộng hòa Séc   |        |
| 2–12 tháng 9                              | Liên hoan phim Venice lần thứ 72               | Liên hoan phim Venice               | Venice, Ý                    |        |
| 4–13 tháng 9                              | Liên hoan phim Mỹ ở Deauville 2015             | Liên hoan phim Mỹ ở Deauville       | Deauville, Pháp              |        |
| 10–20 tháng 9                             | Liên hoan phim quốc tế Toronto 2015            | Liên hoan phim quốc tế Toronto      | Toronto, Canada              |        |
| 25 tháng 9 – 11 tháng 10                  | Liên hoan phim New York lần thứ 53             | Liên hoan phim New York             | Thành phố New York, New York |        |
| 21–28 tháng 11                            | Liên hoan phim Carthage lần thứ 26             | Liên hoan phim Carthage             | Tunis, Tunisia               |        |
| 25 tháng 12 năm 2015 – 7 tháng 1 năm 2016 | Liên hoan phim Metro Manila 2015               | Liên hoan phim Metro Manila         | Manila, Philippines          |        |

## Giải thưởng
| Hạng mục                          | Giải Quả cầu vàng lần thứ 73 10 tháng 1 năm 2016 | Giải Quả cầu vàng lần thứ 73 10 tháng 1 năm 2016         | Giải Critics' Choice lần thứ 21 17 tháng 1 năm 2016 | Giải thưởng của Nghiệp đoàn Diễn viên Màn ảnh lần thứ 22 30 tháng 1 năm 2016 | Giải BAFTA lần thứ 69 14 tháng 2 năm 2016    | Giải Oscar lần thứ 88 28 tháng 2 năm 2016    |
| Hạng mục                          | Chính kịch                                       | Ca nhạc hoặc hài                                         | Giải Critics' Choice lần thứ 21 17 tháng 1 năm 2016 | Giải thưởng của Nghiệp đoàn Diễn viên Màn ảnh lần thứ 22 30 tháng 1 năm 2016 | Giải BAFTA lần thứ 69 14 tháng 2 năm 2016    | Giải Oscar lần thứ 88 28 tháng 2 năm 2016    |
| --------------------------------- | ------------------------------------------------ | -------------------------------------------------------- | --------------------------------------------------- | ---------------------------------------------------------------------------- | -------------------------------------------- | -------------------------------------------- |
| Phim hay nhất                     | Người về từ cõi chết                             | Người về từ Sao Hỏa                                      | Spotlight                                           | —                                                                            | Người về từ cõi chết                         | Spotlight                                    |
| Đạo diễn xuất sắc nhất            | Alejandro G. Iñárritu Người về từ cõi chết       | Alejandro G. Iñárritu Người về từ cõi chết               | George Miller Max điên: Con đường tử thần           | —                                                                            | Alejandro G. Iñárritu Người về từ cõi chết   | Alejandro G. Iñárritu Người về từ cõi chết   |
| Nam diễn viên chính xuất sắc nhất | Leonardo DiCaprio Người về từ cõi chết           | Matt Damon Người về từ Sao Hỏa                           | Leonardo DiCaprio Người về từ cõi chết              | Leonardo DiCaprio Người về từ cõi chết                                       | Leonardo DiCaprio Người về từ cõi chết       | Leonardo DiCaprio Người về từ cõi chết       |
| Nữ diễn viên chính xuất sắc nhất  | Brie Larson Căn phòng                            | Jennifer Lawrence Joy - Người phụ nữ mang tên "Niềm vui" | Brie Larson Căn phòng                               | Brie Larson Căn phòng                                                        | Brie Larson Căn phòng                        | Brie Larson Căn phòng                        |
| Nam diễn viên phụ xuất sắc nhất   | Sylvester Stallone Creed                         | Sylvester Stallone Creed                                 | Sylvester Stallone Creed                            | Idris Elba Beasts of No Nation                                               | Mark Rylance Người đàm phán                  | Mark Rylance Người đàm phán                  |
| Nữ diễn viên phụ xuất sắc nhất    | Kate Winslet Steve Jobs                          | Kate Winslet Steve Jobs                                  | Alicia Vikander Cô gái Đan Mạch                     | Alicia Vikander Cô gái Đan Mạch                                              | Kate Winslet Steve Jobs                      | Alicia Vikander Cô gái Đan Mạch              |
| Kịch bản chuyển thể xuất sắc nhất | Aaron Sorkin Steve Jobs                          | Aaron Sorkin Steve Jobs                                  | Adam McKay và Charles Randolph The Big Short        | —                                                                            | Adam McKay và Charles Randolph The Big Short | Adam McKay và Charles Randolph The Big Short |
| Kịch bản gốc xuất sắc nhất        | Aaron Sorkin Steve Jobs                          | Aaron Sorkin Steve Jobs                                  | Tom McCarthy và Josh Singer Spotlight               | —                                                                            | Tom McCarthy và Josh Singer Spotlight        | Tom McCarthy và Josh Singer Spotlight        |
| Phim hoạt hình hay nhất           | Những mảnh ghép cảm xúc                          | Những mảnh ghép cảm xúc                                  | Những mảnh ghép cảm xúc                             | —                                                                            | Những mảnh ghép cảm xúc                      | Những mảnh ghép cảm xúc                      |
| Nhạc phim hay nhất                | The Hateful Eight Ennio Morricone                | The Hateful Eight Ennio Morricone                        | The Hateful Eight Ennio Morricone                   | —                                                                            | The Hateful Eight Ennio Morricone            | The Hateful Eight Ennio Morricone            |
| Ca khúc trong phim hay nhất       | "Writing's on the Wall" Spectre                  | "Writing's on the Wall" Spectre                          | "See You Again" Fast & Furious 7                    | —                                                                            | —                                            | "Writing's on the Wall" Spectre              |
| Phim ngoại ngữ hay nhất           | Son of Saul                                      | Son of Saul                                              | Son of Saul                                         | —                                                                            | Wild Tales                                   | Son of Saul                                  |

## Phim điện ảnh năm 2015

### Tháng một–Tháng ba
| Ngày công chiếu | Ngày công chiếu | Tựa đề                                    | Hãng phát hành                                          | Diễn viên và người thực hiện | Thể loại                                  | Nguồn                           |
| --------------- | --------------- | ----------------------------------------- | ------------------------------------------------------- | --- | ----------------------------------------- | ------------------------------- |
| T H Á N G M Ộ T | 8               | 20 Once Again                             | CJ E&M Film Division                                    | Leste Chen (đạo diễn); Yang Zishan, Kuei Ya-lei, Chen Bolin, Luhan | Hài                                       | [ 26 ]                          |
| T H Á N G M Ộ T | 8               | Trùm mũ đen                               | Universal Studios                                       | Michael Mann (đạo diễn/biên kịch); Morgan Davis Foehl (biên kịch); Chris Hemsworth, Viola Davis, John Ortiz, Yorick van Wageningen, Tang Wei, Leehom Wang | Hành động, Rùng rợn, Bí ẩn                | [ 27 ]                          |
| T H Á N G M Ộ T | 14              | I                                         | Aascar Film                                             | S. Shankar (đạo diễn/biên kịch); Subha (biên kịch); Vikram, Amy Jackson, N. Santhanam, Suresh Gopi, Upen Patel, Ramkumar Ganesan | Lãng mạn, Rùng rợn                        | [ 28 ]                          |
| T H Á N G M Ộ T | 14              | Trùm bài                                  | Lions Gate Entertainment                                | Simon West (đạo diễn); William Goldman (biên kịch); Jason Statham, Stanley Tucci, Sofía Vergara, Milo Ventimiglia, Michael Angarano, Anne Heche, Hope Davis, Jason Alexander, Cedric the Entertainer, Max Casella                                                                               | Chính kịch                                | [ 29 ]                          |
| T H Á N G M Ộ T | 15              | Aambala                                   | Avni Cinemax                                            | Sundar C. (đạo diễn); S. B. Ramadas (biên kịch); Vishal, Prabhu, Hansika Motwani, Ramya Krishnan | Hành động, Hài                            | [ 30 ]                          |
| T H Á N G M Ộ T | 15              | Darling                                   | Dream Factory                                           | Sam Anton (đạo diễn); G. V. Prakash Kumar, Nikki Galrani, Karunas, Srushti Dange | Kinh dị, Hài                              | [ 31 ]                          |
| T H Á N G M Ộ T | 16              | Spare Parts                               | Lions Gate Entertainment                                | Sean McNamara (đạo diễn); Elissa Matsueda (biên kịch); George Lopez, Jamie Lee Curtis, Carlos PenaVega, Alexa PenaVega, Marisa Tomei | Chính kịch                                | [ 32 ]                          |
| T H Á N G M Ộ T | 16              | Dịch vụ trai thuê                         | Screen Gems                                             | Jeremy Garelick (đạo diễn/biên kịch); Jay Lavender (biên kịch); Kevin Hart, Josh Gad, Kaley Cuoco, Olivia Thirlby, Alan Ritchson, Mimi Rogers, Ken Howard, Affion Crockett, Lindsay Pearce, Jenifer Lewis, Cloris Leachman                                                                      | Lãng mạn, Hài                             | [ 33 ]                          |
| T H Á N G M Ộ T | 21              | Ex Machina                                | A24 Films                                               | Alex Garland (đạo diễn/biên kịch); Domhnall Gleeson, Oscar Isaac, Alicia Vikander | Khoa học giả tưởng, Rùng rợn              | [ 34 ]                          |
| T H Á N G M Ộ T | 22              | The Summer of Sangailė                    | Fralita Films                                           | Alantė Kavaitė (đạo diễn); Alantė Kavaitė (biên kịch); Julija Steponaityte, Aistė Diržiūtė | Chính kịch                                | [ 35 ]                          |
| T H Á N G M Ộ T | 23              | A Walk in the Woods                       | Broad Green Pictures                                    | Ken Kwapis (đạo diễn); Rick Kerb, Bill Holderman (biên kịch); Robert Redford, Nick Nolte, Emma Thompson | Phiêu lưu, Hài, Tiểu sử                   | [ 36 ]                          |
| T H Á N G M Ộ T | 23              | Knock Knock                               | Lionsgate                                               | Eli Roth (đạo diễn/biên kịch); Nicolás López, Guillermo Amoedo (biên kịch) Keanu Reeves, Lorenza Izzo, Ana de Armas, Ignacia Allamand, Aaron Burns, Colleen Camp | Khiêu dâm, Kinh dị                        | [ 37 ]                          |
| T H Á N G M Ộ T | 23              | Quý tộc săn tranh                         | Lions Gate Entertainment                                | David Koepp (đạo diễn); Eric Aronson (biên kịch); Johnny Depp, Ewan McGregor, Olivia Munn, Aubrey Plaza, Oliver Platt, Gwyneth Paltrow, Paul Bettany, Ulrich Thomsen, Jeff Goldblum | Hành động, Hài                            | [ 38 ]                          |
| T H Á N G M Ộ T | 23              | Strange Magic                             | Touchstone Pictures / Lucasfilm                         | Gary Rydstrom (đạo diễn/biên kịch); David Berenbaum, Irene Mecchi (biên kịch); Alan Cumming, Evan Rachel Wood, Kristin Chenoweth, Maya Rudolph, Sam Palladio, Alfred Molina, Elijah Kelley, Bob Einstein, Peter Stormare                                                                        | Âm nhạc, Kỳ ảo, Hài                       | [ 39 ]                          |
| T H Á N G M Ộ T | 23              | Tangerine                                 | Magnolia Pictures                                       | Sean S. Baker (đạo diễn); Sean S. Baker, Chris Bergoch (biên kịch); Kitana Kiki Rodriguez, Mya Taylor, Karren Karagulian, Mickey O'Hagan, James Ransone | Hài, Chính kịch                           | [ 40 ]                          |
| T H Á N G M Ộ T | 23              | Anh chàng hàng xóm                        | Universal Studios                                       | Rob Cohen (đạo diễn); Jennifer Lopez, Ryan Guzman, John Corbett, Adam Hicks, Ian Nelson, Kristin Chenoweth | Rùng rợn                                  | [ 41 ]                          |
| T H Á N G M Ộ T | 23              | The D Train                               | IFC Films                                               | Jarrad Paul, Andrew Moge (đạo diễn); Jack Black, James Marsden, Kathryn Hahn, Russell Posner, Jeffrey Tambor, Mike White | Hài, Chính kịch                           | [ 42 ]                          |
| T H Á N G M Ộ T | 23              | The End of the Tour                       | A24 Films                                               | James Ponsoldt (đạo diễn); Donald Margulies (biên kịch); Jason Segel, Jessie Eisenberg | Chính kịch                                | [ 43 ]                          |
| T H Á N G M Ộ T | 23              | Thottal Thodarum                          | FCS Creations                                           | Cable Shankar (đạo diễn); Thaman Kumar, Arundhati | Lãng mạn, Rùng rợn                        | [ 44 ]                          |
| T H Á N G M Ộ T | 24              | Dope                                      | Open Road Films                                         | Rick Famuyiwa (đạo diễn/biên kịch); Shameik Moore, Tony Revolori, Kiersey Clemons, Blake Anderson, Zoë Kravitz, A$AP Rocky, Tyga, Keith Stanfield, Casey Veggies, Vince Staples, Chanel Iman, Rick Fox                                                                                          | Chính kịch                                | [ 45 ]                          |
| T H Á N G M Ộ T | 24              | Mississippi Grind                         | A24 Films                                               | Anna Boden, Ryan Fleck (đạo diễn); Anna Boden, Ryan Fleck (biên kịch); Ryan Reynolds, Ben Mendelsohn, Sienna Miller, Analeigh Tipton, Alfre Woodard | Hài, Chính kịch                           | [ 46 ]                          |
| T H Á N G M Ộ T | 24              | Mistress America                          | Fox Searchlight Pictures                                | Noah Baumbach (đạo diễn); Noah Baumbach, Greta Gerwig (biên kịch); Greta Gerwig, Lola Kirke, Heather Lind, Cindy Cheung | Hài                                       | [ 47 ]                          |
| T H Á N G M Ộ T | 24              | Cừu quê ra phố                            | StudioCanal Aardman Animations                          | Mark Burton (đạo diễn); Justin Fletcher, John Sparkes | Phiêu lưu, Hài                            | [ 48 ]                          |
| T H Á N G M Ộ T | 24              | Sleeping with Other People                | IFC Films                                               | Leslye Headland (đạo diễn/biên kịch); Jason Sudeikis, Alison Brie, Adam Scott, Jason Mantzoukas, Katherine Waterston, Adam Brody, Amanda Peet, Marc Blucas, Andrea Savage | Hài, Lãng mạn                             | [ 49 ]                          |
| T H Á N G M Ộ T | 24              | Slow West                                 | Lionsgate UK                                            | John Maclean (đạo diễn); Kodi Smit-McPhee, Michael Fassbender, Ben Mendelsohn, Caren Pistorius, Rory McCann, Brooke Williams | Hành động, Phương Tây                     | [ 50 ]                          |
| T H Á N G M Ộ T | 24              | The Diary of a Teenage Girl               | Sony Pictures Classics                                  | Marielle Heller (đạo diễn/biên kịch); Bel Powley, Alexander Skarsgård, Kristen Wiig, Christopher Meloni, Austin Lyon, Quinn Nagle | Hài, Chính kịch                           | [ 51 ]                          |
| T H Á N G M Ộ T | 24              | Z for Zachariah                           | Roadside Attractions                                    | Craig Zobel (đạo diễn); Nissar Modi (biên kịch); Chiwetel Ejiofor, Chris Pine, Margot Robbie | Chính kịch, Hành động, Khoa học giả tưởng | [ 52 ]                          |
| T H Á N G M Ộ T | 25              | Me and Earl and the Dying Girl            | Fox Searchlight Pictures                                | Alfonso Gomez-Rejon (đạo diễn); Jesse Andrews (biên kịch); Thomas Mann, Olivia Cooke, Ronald Cyler II, Jon Bernthal, Nick Offerman | Hài, Chính kịch                           | [ 53 ]                          |
| T H Á N G M Ộ T | 25              | The Hallow                                | Entertainment One                                       | Corin Hardy (đạo diễn); Joseph Mawle, Bojana Novakovic, Michael McElhatton, Michael Smiley | Kinh dị                                   | [ 54 ]                          |
| T H Á N G M Ộ T | 25              | The Second Mother                         | Africa Filmes                                           | Anna Muylaert (đạo diễn); Regina Casé, Michel Joelsas, Camila Márdila | Chính kịch                                | [ 55 ]                          |
| T H Á N G M Ộ T | 26              | Advantageous                              | Film Presence                                           | Jennifer Phang (đạo diễn/biên kịch); Jacqueline Kim (biên kịch); Jacqueline Kim, Samantha Kim, James Urbaniak, Freya Adams, Ken Jeong, Jennifer Ehle | Khoa học giả tưởng, Chính kịch            | [ 56 ]                          |
| T H Á N G M Ộ T | 26              | Brooklyn                                  | Fox Searchlight Pictures                                | John Crowley (đạo diễn); Nick Hornby (biên kịch); Saoirse Ronan, Emory Cohen, Domhnall Gleeson, Jim Broadbent, Julie Walters | Chính kịch, Lãng mạn                      | [ 57 ]                          |
| T H Á N G M Ộ T | 27              | I'll See You In My Dreams                 | Bleecker Street                                         | Brett Haley (đạo diễn); Blythe Danner, Martin Starr, Sam Elliott, Malin Akerman, June Squibb, Rhea Perlman, Mary Kay Place | Hài, Chính kịch                           | [ 58 ]                          |
| T H Á N G M Ộ T | 27              | Người thừa kế vũ trụ                      | Warner Bros.                                            | The Wachowskis (đạo diễn/biên kịch); Mila Kunis, Channing Tatum, Sean Bean, Eddie Redmayne, Douglas Booth, Terry Gilliam, James D'Arcy | Khoa học giả tưởng                        | [ 59 ]                          |
| T H Á N G M Ộ T | 28              | Lần đầu tiên                              | Gaumont Distribution                                    | Noémie Saglio, Maxime Govare (đạo diễn/biên kịch); Pio Marmaï, Franck Gastambide, Adrianna Gradziel, Lannick Gautry, Camille Cottin | Hài                                       | [ 60 ]                          |
| T H Á N G M Ộ T | 30              | Boonie Bears: Mystical Winter             | Mr. Cartoon Pictures / Pearl River Pictures             | Ding Liang, Liu Fuyuan (đạo diễn/biên kịch); Zhang Wei, Zhang Bingjun, Tan Xiao, Meng Yutian | Phiêu lưu, Hài                            | [ 61 ]                          |
| T H Á N G M Ộ T | 30              | Dharani                                   | Dream Factory                                           | Guhan Sambantham (đạo diễn); Aari, Elango Kumaravel, Ajay Krishna, Sandra Amy, Varunika | Hành động, Chính kịch                     | [ 62 ]                          |
| T H Á N G M Ộ T | 30              | Isai                                      | SS Productions                                          | S. J. Surya (đạo diễn); S. J. Surya, Sathyaraj, Savithri | Rùng rợn                                  | [ 62 ]                          |
| T H Á N G M Ộ T | 30              | Killadi                                   | Sri Saravana Creations                                  | A. Venkatesh (đạo diễn); Bharath, Nila | Hành động                                 | [ 62 ]                          |
| T H Á N G M Ộ T | 30              | Project Almanac                           | Paramount Pictures                                      | Dean Israelite (đạo diễn); Andrew Stark, Jason Pagan, Andrew Deutschman (biên kịch); Jonny Weston, Sofia Black-D'Elia | Khoa học giả tưởng, Phiêu lưu             | [ 63 ]                          |
| T H Á N G M Ộ T | 30              | Pulan Visaranai 2                         | I. V. Cine Productions                                  | R. K. Selvamani (đạo diễn); Prashanth, Karthika Mathew, Ashwini, R. K. | Tội phạm, Rùng rợn                        | [ 62 ]                          |
| T H Á N G M Ộ T | 30              | Running Man                               | Wanda Media                                             | Hu Jia, Cen Junyi (đạo diễn/biên kịch); Angelababy, Wang Baoqiang, Li Chen, Michael Chen, Ryan Cheng | Hài                                       | [ 64 ]                          |
| T H Á N G M Ộ T | 30              | The Department                            | FilmOne Distributions                                   | Remi Vaughn-Richards (đạo diễn); Chinaza Onuzo (biên kịch); Majid Michel, OC Ukeje, Desmond Elliot, Osas Ighodaro, Jide Kosoko, Seun Akindele, Somkele Iyamah | Lãng mạn, Tội phạm, Hành động             | [ 65 ]                          |
| T H Á N G M Ộ T | 30              | Touring Talkies                           | Staar Makers                                            | S. A. Chandrasekhar (đạo diễn); S. A. Chandrasekhar, Papri Ghosh, Abi Saravanan, Sunulekshmi | Lãng mạn, Rùng rợn                        | [ 62 ]                          |
| T H Á N G H A I | 5               | C'est si bon                              | CJ Entertainment                                        | Kim Hyun-seok (đạo diễn/biên kịch); Jung Woo, Kim Yoon-seok, Han Hyo-joo, Kim Hee-ae | Âm nhạc, Chính kịch                       | [ 66 ]                          |
| T H Á N G H A I | 5               | Yennai Arindhaal                          | M K Enterprises                                         | Gautham Menon (đạo diễn/biên kịch); Thiagarajan Kumararaja (biên kịch); Ajith Kumar, Arun Vijay, Trisha, Anushka Shetty, Parvathy Nair, Vivek | Chính kịch, Rùng rợn                      | [ 67 ]                          |
| T H Á N G H A I | 6               | 45 Years                                  | Artificial Eye                                          | Andrew Haigh (đạo diễn); Charlotte Rampling | Chính kịch                                | [ 68 ]                          |
| T H Á N G H A I | 6               | SpongeBob: Anh hùng lên cạn               | Paramount Pictures / Nickelodeon Movies                 | Paul Tibbitt (đạo diễn), Jonathan Aibel, Glenn Berger (biên kịch), Antonio Banderas, Tom Kenny, Bill Fagerbakke, Rodger Bumpass, Clancy Brown, Carolyn Lawrence, Mr. Lawrence | Phiêu lưu, Hài                            | [ 69 ]                          |
| T H Á N G H A I | 6               | 600 Miles                                 |                                                         | Gabriel Ripstein (đạo diễn/biên kịch); Tim Roth | Chính kịch                                | [ 70 ]                          |
| T H Á N G H A I | 6               | Old Fashioned                             | Freestyle Releasing                                     | Rik Swartzwelder (đạo diễn/biên kịch); Rik Swartzwelder, Elizabeth Roberts, LeJon Woods, Tyler Hollinger | Lãng mạn, Chính kịch                      | [ 71 ]                          |
| T H Á N G H A I | 6               | Mối thù hoàng tộc                         | Entertainment One / Telefilm Canada / Yunnan Film Group | Nick Powell (đạo diễn); Hayden Christensen, Nicolas Cage, Lưu Diệc Phi | Hành động                                 |                                 |
| T H Á N G H A I | 6               | Pioneer Heroes                            |                                                         | Natalia Kudryashova (đạo diễn/biên kịch) | Chính kịch                                | [ 72 ]                          |
| T H Á N G H A I | 7               | Bizarre                                   |                                                         | Etienne Faure (đạo diễn/biên kịch); Rebekah Underhill | Chính kịch                                | [ 73 ]                          |
| T H Á N G H A I | 7               | Ixcanul                                   |                                                         | Jayro Bustamante (đạo diễn/biên kịch); Maria Mercedes Coroy, Maria Telon | Chính kịch                                | [ 74 ]                          |
| T H Á N G H A I | 7               | Queen of Earth                            | IFC Films                                               | Alex Ross Perry (đạo diễn/biên kịch); Elisabeth Moss, Katherine Waterston, Patrick Fugit | Kinh dị tâm lý                            | [ 75 ]                          |
| T H Á N G H A I | 8               | 1944                                      | Taska Film                                              | Elmo Nüganen (đạo diễn); Leo Kunnas (biên kịch); Kaspar Velberg, Kristjan Üksküla, Maiken Schmidt | Hành động, Chiến tranh, Chính kịch        | [ 76 ]                          |
| T H Á N G H A I | 8               | Goat                                      |                                                         | Ivan Ostrochovský (đạo diễn/biên kịch); Peter Baláž | Chính kịch                                | [ 77 ]                          |
| T H Á N G H A I | 8               | How to Win at Checkers (Every Time)       |                                                         | Josh Kim (director), Josh Kim, Rattawut Lapcharoensap (biên kịch); Toni Rakkaen | Chính kịch                                | [ 78 ]                          |
| T H Á N G H A I | 8               | Mr. Holmes                                | Miramax / Roadside Attractions                          | Bill Condon (đạo diễn); Jeffrey Hatcher (biên kịch); Ian McKellen, Laura Linney, Hiroyuki Sanada, Hattie Morahan, Roger Allam | Bí ẩn, Chính kịch                         | [ 79 ]                          |
| T H Á N G H A I | 9               | Năm mươi sắc thái                         | Universal Studios                                       | Sam Taylor-Johnson (đạo diễn); Kelly Marcel, Patrick Marber, Mark Bomback (biên kịch); Jamie Dornan, Dakota Johnson, Victor Rasuk, Eloise Mumford, Luke Grimes, Rita Ora, Max Martini, Dylan Neal, Callum Keith Rennie, Jennifer Ehle, Marcia Gay Harden                                        | Chính kịch, Lãng mạn                      | [ 80 ]                          |
| T H Á N G H A I | 9               | Life                                      | First Generation Films / See-Saw Films                  | Anton Corbijn (đạo diễn); Luke Davies (biên kịch); Robert Pattinson, Dane DeHaan, Joel Edgerton, Ben Kingsley | Tiểu sử, Chính kịch                       | [ 81 ]                          |
| T H Á N G H A I | 9               | Tevar                                     | Eros International                                      | Amit Sharma (đạo diễn); Amit Sharma, Shantanu Srivastava (biên kịch); Arjun Kapoor, Sonakshi Sinha, Manoj Bajpai, Raj Babbar, Deepti Naval | Hành động                                 | [ 82 ]                          |
| T H Á N G H A I | 9               | The Club                                  |                                                         | Pablo Larraín (đạo diễn); Roberto Farías, Antonia Zegers | Chính kịch                                | [ 83 ]                          |
| T H Á N G H A I | 10              | Accidental Love                           | Millennium Entertainment                                | David O. Russell (đạo diễn); David O. Russell, Kristin Gore, Dave Jeser, Matt Silverstein (biên kịch); Jessica Biel, Jake Gyllenhaal, Catherine Keener, James Marsden, Tracy Morgan, James Brolin                                                                                               | Hài                                       | [ 84 ]                          |
| T H Á N G H A I | 10              | Somewhere Only We Know                    | Kaila Pictures                                          | Xu Jinglei (đạo diễn/biên kịch); Wang Shuo (screenplay) Kris Wu, Xu Jinglei, Wang Likun, Gordon Alexander, Juck Zhang, Re Yizha | Chính kịch, Lãng mạn                      | [ 85 ]                          |
| T H Á N G H A I | 11              | Aferim!                                   | Parada Film                                             | Radu Jude (đạo diễn); Radu Jude, Florin Lazarescu (biên kịch); Teodor Corban, Mihai Comănoiu, Cuzin Toma | Chính kịch                                | [ 86 ]                          |
| T H Á N G H A I | 12              | Muhammad: The Messenger of God            |                                                         | Majid Majidi (đạo diễn); Mahdi Pakdel, Alireza Shoja Nouri, Mohsen Tanabandeh, Dariush Farhang, Seyed Sadegh Hatefi, Sareh Bayat, Mina Sadati | Đạo Hồi, Thiên sử                         | [ 87 ]                          |
| T H Á N G H A I | 12              | The Duff                                  | CBS Films / Lions Gate Entertainment                    | Ari Sandel (đạo diễn); Josh A. Cagan (biên kịch); Mae Whitman, Robbie Amell, Bella Thorne, Bianca A. Santos, Allison Janney, Ken Jeong | Hài                                       | [ 88 ]                          |
| T H Á N G H A I | 13              | Lọ Lem                                    | Walt Disney Pictures                                    | Kenneth Branagh (đạo diễn); Aline Brosh McKenna, Chris Weitz (biên kịch); Cate Blanchett, Lily James, Richard Madden, Helena Bonham Carter, Holliday Grainger, Sophie McShera, Stellan Skarsgård, Nonso Anozie, Derek Jacobi, Hayley Atwell, Rob Brydon                                         | Lãng mạn, Kỳ ảo                           | [ 89 ]                          |
| T H Á N G H A I | 13              | Jackpot                                   |                                                         | Dustin Nguyen (đạo diễn); Manh Tuan Nguyen (biên kịch); Ninh Duong Lan Ngoc | Hài                                       | [ 90 ]                          |
| T H Á N G H A I | 18              | Dragon Blade                              | Alibaba Pictures                                        | Daniel Lee (đạo diễn/biên kịch); Jackie Chan, Choi Siwon, John Cusack, Adrien Brody, James Lee Guy, Lorie | Hành động                                 | [ 91 ]                          |
| T H Á N G H A I | 19              | 12 Golden Ducks                           |                                                         | Matt Chow (đạo diễn); Sandra Ng, Louis Koo, Nicholas Tse, Simon Yam, Joey Yung, Chrissie Chau, Anthony Wong, Zhao Wei | Hài                                       | [ 92 ]                          |
| T H Á N G H A I | 19              | Wolf Totem                                | China Film Group                                        | Jean-Jacques Annaud (đạo diễn); Jean-Jacques Annaud, Alain Godard, John Collee, Lu Wei (biên kịch); Feng Shaofeng, Shawn Dou, Ankhnyam Ragchaa, Basen Zhabu, Yin Zhusheng | Chính kịch                                | [ 93 ]                          |
| T H Á N G H A I | 19              | Zhong Kui: Snow Girl and the Dark Crystal | Beijing Enlight Pictures                                | Peter Pau (đạo diễn); Zhao Tianyu (biên kịch); Li Bingbing, Chen Kun, Yang Zishan, Winston Chao, Bao Bei'er | Lãng mạn, Kỳ ảo                           | [ 94 ]                          |
| T H Á N G H A I | 20              | Badlapur                                  | Eros International                                      | Sriram Raghavan (đạo diễn/biên kịch); Arijit Biswas (biên kịch); Varun Dhawan, Nawazuddin Siddiqui, Huma Qureshi, Yami Gautam, Vinay Pathak | Chính kịch                                | [ 95 ]                          |
| T H Á N G H A I | 20              | Hot Tub Time Machine 2                    | Paramount Pictures / Metro-Goldwyn-Mayer                | Steve Pink (đạo diễn); Josh Heald (biên kịch); Craig Robinson, Adam Scott, Rob Corddry, Chevy Chase, Gillian Jacobs, Clark Duke | Hài                                       | [ 96 ]                          |
| T H Á N G H A I | 20              | McFarland, USA                            | Walt Disney Pictures                                    | Niki Caro (đạo diễn); William Broyles, Jr., Grant Thompson (biên kịch); Kevin Costner, Maria Bello, Morgan Saylor | Thể thao, Chính kịch                      | [ 97 ]                          |
| T H Á N G H A I | 22              | Aida                                      |                                                         | Driss Mrini (director/screenplay) | Chính kịch                                | [ 98 ]                          |
| T H Á N G H A I | 24              | Thánh lừa                                 | Warner Bros.                                            | Glenn Ficarra, John Requa (đạo diễn/biên kịch); Will Smith, Margot Robbie, Rodrigo Santoro | Hài, Chính kịch                           | [ 99 ]                          |
| T H Á N G H A I | 26              | The Second Best Exotic Marigold Hotel     | Fox Searchlight Pictures                                | John Madden (đạo diễn); Ol Parker (biên kịch); Judi Dench, Bill Nighy, Maggie Smith, Richard Gere, Celia Imrie, Ronald Pickup, Tamsin Greig, David Strathairn, Penelope Wilton, Tina Desai, Lillete Dubey, Rajesh Tailang, Dev Patel                                                            | Hài, Chính kịch                           | [ 100 ]                         |
| T H Á N G H A I | 27              | A la mala                                 | Lionsgate                                               | Pedro Pablo Ibarra (đạo diễn); Issa López, Ari Rosen (biên kịch); Aislinn Derbez, Mauricio Ochmann | Lãng mạn, Hài                             | [ 101 ]                         |
| T H Á N G H A I | 27              | The Lazarus Effect                        | Relativity Media                                        | David Gelb (đạo diễn); Luke Dawson, Jeremy Slater (biên kịch); Olivia Wilde, Mark Duplass, Donald Glover | Kinh dị                                   | [ 102 ]                         |
| T H Á N G B A   | 1               | Be My Cat: A Film for Anne                | Adrian Țofei                                            | Adrian Țofei (đạo diễn/biên kịch); Adrian Țofei, Sonia Teodoriu, Florentina Hariton, Alexandra Stroe | Kinh dị, Rùng rợn, Bí ẩn                  | [ 103 ] [ 104 ] [ 105 ] [ 106 ] |
| T H Á N G B A   | 4               | Chappie                                   | Columbia Pictures                                       | Neill Blomkamp (đạo diễn/biên kịch); Terri Tatchell (biên kịch); Sharlto Copley, Ninja, Yolandi Visser, Dev Patel, Hugh Jackman, Sigourney Weaver | Khoa học giả tưởng                        | [ 107 ]                         |
| T H Á N G B A   | 6               | Road Hard                                 | FilmBuff                                                | Adam Carolla (đạo diễn/biên kịch); Kevin Hench (biên kịch); David Koechner, David Alan Grier, Jay Mohr, Larry Miller, Diane Farr | Hài                                       | [ 108 ]                         |
| T H Á N G B A   | 6               | Unfinished Business                       | 20th Century Fox                                        | Ken Scott (đạo diễn); Steve Conrad (biên kịch); Vince Vaughn, Tom Wilkinson, Dave Franco, Sienna Miller, Nick Frost | Hài                                       | [ 109 ]                         |
| T H Á N G B A   | 7               | Hành trình trở về                         | 20th Century Fox / DreamWorks Animation                 | Tim Johnson (đạo diễn); Tom J. Astle, Matt Ember (biên kịch); Jim Parsons, Rihanna, Jennifer Lopez, Steve Martin, Matt Jones | Hoạt hình, Hài                            | [ 110 ]                         |
| T H Á N G B A   | 11              | Baby(a)lone                               |                                                         | Donato Rotunno (đạo diễn/biên kịch); Joshua Defays | Chính kịch                                | [ 111 ]                         |
| T H Á N G B A   | 12              | Cicak Man 3                               | Astro Shaw                                              | Ghaz Abu Bakar, Yusry Abdul Halim (đạo diễn); Zizan Razak, Lisa Surihani, Fizz Fairuz | Hài, Anh hùng                             | [ 112 ]                         |
| T H Á N G B A   | 13              | NH10                                      | Eros International                                      | Navdeep Singh (đạo diễn); Sudip Sharma (biên kịch); Anushka Sharma, Neil Bhoopalam, Deepti Naval, Darshan Kumar | Rùng rợn                                  | [ 113 ]                         |
| T H Á N G B A   | 13              | Run All Night                             | Warner Bros.                                            | Jaume Collet-Serra (đạo diễn); Brad Inglesby (biên kịch); Liam Neeson, Joel Kinnaman, Ed Harris | Hành động                                 | [ 114 ]                         |
| T H Á N G B A   | 13              | Suite Française                           | Entertainment One                                       | Saul Dibb (đạo diễn); Michelle Williams, Kristin Scott Thomas, Matthias Schoenaerts | Lãng mạn                                  | [ 115 ]                         |
| T H Á N G B A   | 13              | The Fencer                                |                                                         | Klaus Härö (đạo diễn); Anna Heinämaa (biên kịch); Märt Avandi, Ursula Ratasepp, Hendrik Toompere | Chính kịch                                | [ 116 ]                         |
| T H Á N G B A   | 13              | The Final Girls                           | Stage 6 Films                                           | Todd Strauss-Schulson (đạo diễn); Joshua John Miller, M.A. Fortin (biên kịch); Taissa Farmiga, Malin Åkerman, Alexander Ludwig, Adam DeVine, Nina Dobrev, Alia Shawkat, Thomas Middleditch, Chloe Bridges, Angela Trimbur                                                                       | Kinh dị, Hài                              | [ 117 ]                         |
| T H Á N G B A   | 14              | Addicted to Fresno                        | Gravitas Ventures                                       | Jamie Babbit (đạo diễn); Karey Dornetto (biên kịch); Judy Greer, Natasha Lyonne, Aubrey Plaza, Malcolm Barrett, Allison Tolman, Fred Armisen | Hài                                       | [ 118 ]                         |
| T H Á N G B A   | 14              | Hello, My Name Is Doris                   | Roadside Attractions                                    | Michael Showalter (đạo diễn); Sally Field, Max Greenfield, Beth Behrs, Wendi McLendon-Covey, Stephen Root, Elizabeth Reaser, Natasha Lyonne, Tyne Daly | Lãng mạn, Hài, Chính kịch                 | [ 119 ]                         |
| T H Á N G B A   | 15              | Trainwreck                                | Universal Studios                                       | Judd Apatow (đạo diễn/biên kịch); Amy Schumer (biên kịch); Amy Schumer, Tilda Swinton, Bill Hader, Brie Larson, Colin Quinn, Barkhad Abdi, Mike Birbiglia, Jon Glaser, Vanessa Bayer, John Cena, Ezra Miller, Derek Jeter, Method Man, Norman Lloyd, Jim Norton, Daniel Radcliffe, Marisa Tomei | Hài                                       | [ 120 ]                         |
| T H Á N G B A   | 19              | Enclave                                   |                                                         | Goran Radovanović (đạo diễn/biên kịch); Filip Subarić | Chính kịch                                | [ 121 ]                         |
| T H Á N G B A   | 19              | Những kẻ nổi loạn                         | Summit Entertainment                                    | Robert Schwentke (đạo diễn); Brian Duffield, Akiva Goldsman (biên kịch); Shailene Woodley, Kate Winslet, Theo James, Ansel Elgort, Naomi Watts, Octavia Spencer, Zoe Kravitz, Maggie Q, Jai Courtney, Ray Stevenson, Mekhi Phifer, Miles Teller, Ben Lamb, Christian Madsen                     | Khoa học giả tưởng, Hành động             | [ 122 ]                         |
| T H Á N G B A   | 20              | Danny Collins                             | Bleecker Street                                         | Dan Fogelman (đạo diễn/biên kịch); Al Pacino, Annette Bening, Jennifer Garner, Bobby Cannavale, Christopher Plummer | Hài, Chính kịch                           | [ 123 ]                         |
| T H Á N G B A   | 20              | Do You Believe?                           | Pure Flix Entertainment                                 | Jonathan M. Gunn (đạo diễn); Chuck Konzelman, Cary Solomon (biên kịch); Sean Astin, Mira Sorvino, Ted McGinley, Andrea Logan White, Madison Pettis, Brian Bosworth, Alexa PenaVega, Cybill Shepherd, Lee Majors                                                                                 | Chính kịch                                | [ 124 ]                         |
| T H Á N G B A   | 20              | Jalaibee                                  | Redrum Films                                            | Yasir Jaswal (đạo diễn/biên kịch); Danish Taimoor, Ali Safina, Wiqar Ali Khan, Zhalay Sarhadi, Sajid Hasan, Sabeeka Imam, Adnan Jaffar, Uzair Jaswal, Salman Shaukat | Tội phạm                                  | [ 125 ]                         |
| T H Á N G B A   | 20              | The Gunman                                | Open Road Films                                         | Pierre Morel (đạo diễn); Jean-Patrick Manchette, Pete Travis, Don Macpherson (biên kịch); Sean Penn, Javier Bardem, Ray Winstone, Idris Elba, Mark Rylance | Rùng rợn                                  | [ 126 ]                         |
| T H Á N G B A   | 26              | Prizrak                                   | STV                                                     | Aleksandr Voytinskiy (đạo diễn); Oleg Malovichko, Andrei Zolotarev (biên kịch); Fedor Bondarchuk, Semyon Treskunov, Yan Tsapnik, Kseniya Lavrova-Glinka | Hài                                       | [ 127 ]                         |
| T H Á N G B A   | 27              | Get Hard                                  | Warner Bros.                                            | Etan Cohen (đạo diễn); Jay Martel, Ian Roberts (biên kịch); Will Ferrell, Kevin Hart, Alison Brie, Craig T. Nelson, T.I. | Hài                                       | [ 128 ]                         |

### Tháng tư–Tháng sáu
| Ngày công chiếu | Ngày công chiếu | Tựa đề                        | Hãng phát hành                                                                    | Diễn viên và người thực hiện | Thể loại                            | Nguồn   |
| --------------- | --------------- | ----------------------------- | --------------------------------------------------------------------------------- | --- | ----------------------------------- | ------- |
| T H Á N G T Ư   | 1               | Fast & Furious 7              | Universal Studios                                                                 | James Wan (đạo diễn); Chris Morgan (biên kịch); Vin Diesel, Paul Walker, Dwayne Johnson, Michelle Rodriguez, Tyrese Gibson, Chris Bridges, Jordana Brewster, Jason Statham, Kurt Russell, Lucas Black, Djimon Hounsou, Tony Jaa, Ronda Rousey, Nathalie Emmanuel | Hành động                           | [ 129 ] |
| T H Á N G T Ư   | 1               | Woman in Gold                 | The Weinstein Company                                                             | Simon Curtis (đạo diễn); Alexi Kaye Campbell (biên kịch); Helen Mirren, Ryan Reynolds, Daniel Brühl, Katie Holmes, Tatiana Maslany, Max Irons, Charles Vũ đạo, Elizabeth McGovern, Jonathan Pryce | Chính kịch                          | [ 130 ] |
| T H Á N G T Ư   | 3               | Detective Byomkesh Bakshy!    | Yash Raj Films                                                                    | Dibakar Banerjee (đạo diễn/biên kịch); Urmi Juvekar, Sharadindu Bandyopadhyay (biên kịch); Sushant Singh Rajput, Anand Tiwari, Swastika Mukherjee, Divya Menon, Neeraj Kabi, Meiyang Chang, Aryann Bhowmik | Bí ẩn, Rùng rợn                     | [ 131 ] |
| T H Á N G T Ư   | 3               | Last Knights                  | Lionsgate                                                                         | Kazuaki Kiriya (đạo diễn); Michael Konyves, Dove Sussman (writers); Clive Owen, Morgan Freeman, Cliff Curtis, Aksel Hennie, Peyman Moaadi, Ayelet Zurer, Shohreh Aghdashloo, Ahn Sung-ki | Hành động, Phiêu lưu                | [ 132 ] |
| T H Á N G T Ư   | 6               | Beyond the Mask               | Burns Family Studios                                                              | Chad Burns (đạo diễn); Paul McCusker (biên kịch); John Rhys-Davies, Kara Killmer, Steve Blackwood, Andrew Cheney, Adetokumboh M'Cormack | Chính kịch, Lịch sử                 | [ 133 ] |
| T H Á N G T Ư   | 8               | Bóng ma ký ức                 | A24 Films                                                                         | Gilles Paquet-Brenner (đạo diễn/biên kịch); Charlize Theron, Christina Hendricks, Nicholas Hoult, Chloë Grace Moretz | Chính kịch, Bí ẩn, Rùng rợn         | [ 134 ] |
| T H Á N G T Ư   | 10              | Broken Horses                 | Vinod Chopra Films                                                                | Vidhu Vinod Chopra (đạo diễn/biên kịch); Abhijat Joshi (biên kịch); María Valverde, Thomas Jane, Anton Yelchin, Vincent D'Onofrio, Sean Patrick Flanery, Wes Chatham, Chris Marquette, Sadie Alexandru, Jeremy Luke | Chính kịch                          | [ 135 ] |
| T H Á N G T Ư   | 10              | Con đường bất tận             | 20th Century Fox                                                                  | George Tillman, Jr. (đạo diễn); Craig Bolotin (biên kịch); Britt Robertson, Oona Chaplin, Scott Eastwood, Alan Alda, Jack Huston, Lolita Davidovich | Lãng mạn, Chính kịch                | [ 136 ] |
| T H Á N G T Ư   | 11              | Biệt đội tử thần              | Vertical Entertainment                                                            | Shane Abbess (đạo diễn/biên kịch); Daniel MacPherson, Grace Huang, Luke Hemsworth | Khoa học giả tưởng                  | [ 137 ] |
| T H Á N G T Ư   | 13              | Avengers: Đế chế Ultron       | Marvel Studios                                                                    | Joss Whedon (đạo diễn/biên kịch); Robert Downey, Jr., Chris Hemsworth, Mark Ruffalo, Chris Evans, Scarlett Johansson, Jeremy Renner, Don Cheadle, Aaron Taylor-Johnson, Elizabeth Olsen, Paul Bettany, Cobie Smulders, Anthony Mackie, Hayley Atwell, Idris Elba, Stellan Skarsgård, James Spader, Samuel L. Jackson                                                                  | Hành động, Phiêu lưu                | [ 138 ] |
| T H Á N G T Ư   | 16              | Agileswari                    | Megamovie                                                                         | Roy Krishnan (đạo diễn/biên kịch); Lollu Sabha Jeeva, Uthaya, Vickneswary | Kinh dị                             | [ 139 ] |
| T H Á N G T Ư   | 16              | Mia Madre                     | Arte France Cinéma                                                                | Nanni Moretti (đạo diễn); Nanni Moretti, Valia Santella, Francesco Piccolo (biên kịch); Margherita Buy | Chính kịch                          | [ 140 ] |
| T H Á N G T Ư   | 17              | Đứa trẻ thứ 44                | Summit Entertainment                                                              | Daniel Espinosa (đạo diễn); Richard Price (biên kịch); Tom Hardy, Gary Oldman, Joel Kinnaman, Noomi Rapace, Jason Clarke, Vincent Cassel | Chính kịch                          | [ 141 ] |
| T H Á N G T Ư   | 17              | Far from the Madding Crowd    | Fox Searchlight Pictures                                                          | Thomas Vinterberg (đạo diễn); David Nicholls (biên kịch); Carey Mulligan, Matthias Schoenaerts, Michael Sheen, Tom Sturridge, Juno Temple | Lãng mạn                            | [ 142 ] |
| T H Á N G T Ư   | 17              | Monkey Kingdom                | Disneynature                                                                      | Mark Linfield, Alastair Fothergill (đạo diễn); Tina Fey (narrator) | Tài liệu                            | [ 143 ] |
| T H Á N G T Ư   | 17              | Paul Blart: Mall Cop 2        | Columbia Pictures / Happy Madison Productions                                     | Andy Fickman (đạo diễn); Kevin James, Nick Bakay (biên kịch); Kevin James, Raini Rodriguez, Neal McDonough, Molly Shannon, Daniella Alonso, David Henrie | Hành động, Hài                      | [ 144 ] |
| T H Á N G T Ư   | 17              | True Story                    | Fox Searchlight Pictures                                                          | Rupert Goold (đạo diễn); David Kajganich (biên kịch); Jonah Hill, James Franco, Felicity Jones, Gretchen Mol | Tiểu sử, Chính kịch                 | [ 145 ] |
| T H Á N G T Ư   | 18              | Vụ bắt cóc thế kỷ             | Alchemy                                                                           | Daniel Alfredson (đạo diễn); Anthony Hopkins, Sam Worthington, Jim Sturgess, Ryan Kwanten | Chính kịch, Tội phạm                | [ 146 ] |
| T H Á N G T Ư   | 19              | Man Up                        | StudioCanal                                                                       | Ben Palmer (đạo diễn); Simon Pegg, Lake Bell | Lãng mạn, Hài                       | [ 147 ] |
| T H Á N G T Ư   | 20              | Sự nổi loạn hoàn hảo          | Universal Studios / Gold Circle Films                                             | Elizabeth Banks (đạo diễn); Kay Cannon (biên kịch); Anna Kendrick, Rebel Wilson, Hailee Steinfeld, Brittany Snow, Skylar Astin, Adam DeVine, Anna Camp, Alexis Knapp, Hana Mae Lee, Ester Dean, Chrissie Fit, Shelley Regner, Kelley Jakle, Ben Platt, Birgitte Hjort Sørensen, Flula Borg, Katey Sagal, John Michael Higgins, Elizabeth Banks                                        | Hài                                 | [ 148 ] |
| T H Á N G T Ư   | 22              | Maggie                        | Roadside Attractions                                                              | Henry Hobson (đạo diễn); John Scott (biên kịch); Arnold Schwarzenegger, Abigail Breslin, Joely Richardson | Kinh dị, Rùng rợn                   | [ 149 ] |
| T H Á N G T Ư   | 23              | The Water Diviner             | Warner Bros.                                                                      | Russell Crowe (đạo diễn); Russell Crowe, Olga Kurylenko, Jai Courtney | Chính kịch, Lịch sử                 | [ 150 ] |
| T H Á N G T Ư   | 24              | Little Boy                    | Open Road Films                                                                   | Alejandro Gómez Monteverde (đạo diễn/biên kịch); Pepe Portillo (biên kịch); Jakob Salvati, David Henrie, Kevin James, Emily Watson, Ted Levine, Michael Rapaport | Chính kịch                          | [ 151 ] |
| T H Á N G T Ư   | 24              | Sắc đẹp vĩnh cửu              | Lions Gate Entertainment                                                          | Lee Toland Krieger (đạo diễn); J. Mills Goodloe, Salvador Paskowitz (biên kịch); Blake Lively, Michiel Huisman, Harrison Ford, Ellen Burstyn, Amanda Crew | Lãng mạn                            | [ 152 ] |
| T H Á N G T Ư   | 24              | The Falling                   | Metrodome UK                                                                      | Carol Morley (đạo diễn); Maisie Williams, Florence Pugh | Bí ẩn, Chính kịch                   | [ 153 ] |
| T H Á N G T Ư   | 27              | Honey Night                   |                                                                                   | Ivo Trajkov (đạo diễn/biên kịch); Nikola Ristanovski | Chính kịch                          | [ 154 ] |
| T H Á N G T Ư   | 29              | Arrows of the Thunder Dragon  |                                                                                   | Greg Sneddon (đạo diễn); Kandu | Chính kịch                          | [ 155 ] |
| T H Á N G N Ă M | 1               | Gabbar is Back                | Bhansali Productions                                                              | Krish (đạo diễn); Rajat Arora (biên kịch); Akshay Kumar, Shruti Hassan, Jaideep Ahlawat, Kareena Kapoor, Chitrangda Singh | Hành động                           | [ 156 ] |
| T H Á N G N Ă M | 7               | Max điên: Con đường tử thần   | Warner Bros. / Village Roadshow Pictures                                          | George Miller (đạo diễn/biên kịch); Nick Lathouris, Brendan McCarthy (biên kịch); Tom Hardy, Charlize Theron, Hugh Keays-Byrne, Nicholas Hoult, Rosie Huntington-Whiteley, Riley Keough, Zoë Kravitz, Abbey Lee, Courtney Eaton | Hành động                           | [ 157 ] |
| T H Á N G N Ă M | 8               | Cặp đôi hoàn cảnh             | Warner Bros. / New Line Cinema / Metro-Goldwyn-Mayer                              | Anne Fletcher (đạo diễn); David Feeney, John Quaintance (biên kịch); Reese Witherspoon, Sofía Vergara, Jim Gaffigan, John Carroll Lynch | Hành động, Hài                      | [ 158 ] |
| T H Á N G N Ă M | 8               | Piku                          | MSM Motion Pictures / Rising Sun Films                                            | Shoojit Sircar (đạo diễn); Juhi Chaturvedi (biên kịch); Amitabh Bachchan, Deepika Padukone, Irrfan Khan, Moushumi Chatterjee, Jisshu Sengupta | Hài/Chính kịch                      | [ 159 ] |
| T H Á N G N Ă M | 8               | Điệp viên siêu đẳng           | 20th Century Fox                                                                  | Bharat Nalluri (đạo diễn); Peter Firth, Kit Harington, Jennifer Ehle, Elyes Gabel | Rùng rợn                            | [ 160 ] |
| T H Á N G N Ă M | 8               | Thế giới bí ẩn                | Walt Disney Pictures                                                              | Brad Bird (đạo diễn/biên kịch); Damon Lindelof (biên kịch); George Clooney, Hugh Laurie, Britt Robertson, Raffey Cassidy, Thomas Robinson, Kathryn Hahn, Judy Greer, Keegan-Michael Key, Tim McGraw | Khoa học giả tưởng, Phiêu lưu       | [ 161 ] |
| T H Á N G N Ă M | 14              | A Royal Night Out             | Lionsgate                                                                         | Julian Jarrold (đạo diễn); Sarah Gadon, Bel Powley, Jack Reynor, Rupert Everett, Emily Watson, Roger Allam | Hài, Chính kịch                     | [ 162 ] |
| T H Á N G N Ă M | 14              | Les Anarchistes               | Mars Distribution                                                                 | Elie Wajeman (đạo diễn); Elie Wajeman, Gaëlle Macé (biên kịch); Tahar Rahim, Adèle Exarchopoulos, Swann Arlaud, Guillaume Gouix | Chính kịch                          | [ 163 ] |
| T H Á N G N Ă M | 14              | Presos                        |                                                                                   | Esteban Ramírez (đạo diễn); Alejandro Aguilar | Chính kịch                          | [ 164 ] |
| T H Á N G N Ă M | 14              | The High Sun                  |                                                                                   | Dalibor Matanić (đạo diễn); Dalibor Matanić (biên kịch); Tihana Lazović | Chính kịch                          | [ 165 ] |
| T H Á N G N Ă M | 15              | Embrace of the Serpent        | Diaphana Films                                                                    | Ciro Guerra (đạo diễn); Jan Bijvoet, Nilbio Torres, Antonio Bolívar | Phiêu lưu, Chính kịch               | [ 166 ] |
| T H Á N G N Ă M | 15              | Rams                          |                                                                                   | Grímur Hákonarson (đạo diễn/biên kịch); Sigurður Sigurjónsson | Chính kịch                          | [ 167 ] |
| T H Á N G N Ă M | 15              | Son of Saul                   | Sony Pictures Classics                                                            | László Nemes (đạo diễn); Géza Röhrig | Chính kịch                          | [ 168 ] |
| T H Á N G N Ă M | 15              | Quý bà điệp viên              | 20th Century Fox                                                                  | Paul Feig (đạo diễn/biên kịch); Melissa McCarthy, Jason Statham, Rose Byrne, Miranda Hart, Bobby Cannavale, Allison Janney, Jude Law | Hành động, Hài                      | [ 169 ] |
| T H Á N G N Ă M | 15              | The Lobster                   | Picturehouse Entertainment                                                        | Yorgos Lanthimos (đạo diễn); Colin Farrell, Rachel Weisz | Khoa học giả tưởng, Hài, Chính kịch | [ 170 ] |
| T H Á N G N Ă M | 16              | Arabian Nights                | O Som e a Fúria                                                                   | Miguel Gomes (đạo diễn); Miguel Gomes, Mariana Ricardo, Telmo Churro (biên kịch); Crista Alfaiate, Dinarte Branco, Carloto Cotta, Adriano Luz, Rogério Samora, Maria Rueff, Cristina Carvalhal |                                     | [ 171 ] |
| T H Á N G N Ă M | 16              | Irrational Man                | Sony Pictures Classics                                                            | Woody Allen (đạo diễn/biên kịch); Joaquin Phoenix, Emma Stone, Parker Posey, Jamie Blackley | Bí ẩn, Chính kịch                   | [ 172 ] |
| T H Á N G N Ă M | 17              | Carol                         | The Weinstein Company                                                             | Todd Haynes (đạo diễn); Phyllis Nagy (biên kịch); Cate Blanchett, Rooney Mara, Sarah Paulson, Kyle Chandler, Jake Lacy | Chính kịch                          | [ 173 ] |
| T H Á N G N Ă M | 17              | The Brand New Testament       | Belga films                                                                       | Jaco Van Dormael (đạo diễn); Benoît Poelvoorde, Catherine Deneuve, François Damiens, Yolande Moreau, Pili Groyne | Hài                                 | [ 174 ] |
| T H Á N G N Ă M | 18              | Những mảnh ghép cảm xúc       | Walt Disney Pictures / Pixar Animation Studios                                    | Pete Docter (director/screenplay), Ronnie del Carmen (đạo diễn); Meg LeFauve, Josh Cooley (biên kịch); Amy Poehler, Phyllis Smith, Richard Kind, Bill Hader, Lewis Black, Mindy Kaling, Kaitlyn Dias | Hoạt hình, Kỳ ảo, Hài               | [ 175 ] |
| T H Á N G N Ă M | 19              | 3 Bahadur                     | Waadi Animations                                                                  | Sharmeen Obaid Chinoy (đạo diễn); Muneeba Yaseen, Hanzala Shahid, Zuhab Khan, Behroze Sabzwari, Alyy Khan, Mustafa Changazi, Badar Qureshi, Nadir Siddiqui, Wasif Arshad, Khalid Ahmed, Bassam Shazali, Hammad Siddiqui | Phiêu lưu                           | [ 176 ] |
| T H Á N G N Ă M | 19              | Mustang                       | Ad Vitam                                                                          | Deniz Gamze Ergüven (đạo diễn); Deniz Gamze Ergüven, Alice Winocour (biên kịch); Güneş Şensoy | Chính kịch                          | [ 177 ] |
| T H Á N G N Ă M | 19              | Ranh giới                     | Lionsgate                                                                         | Denis Villeneuve (đạo diễn); Taylor Sheridan (biên kịch); Emily Blunt, Benicio del Toro, Josh Brolin, Jon Bernthal | Tội phạm, Chính kịch                | [ 178 ] |
| T H Á N G N Ă M | 20              | Lamb                          | Haut et Court                                                                     | Yared Zeleke (đạo diễn); Yared Zeleke (biên kịch); Rediat Amare | Chính kịch                          | [ 179 ] |
| T H Á N G N Ă M | 20              | Love                          | Alchemy                                                                           | Gaspar Noé (đạo diễn/biên kịch); Karl Glusman, Klara Kristin, Aomi Muyock | Chính kịch                          | [ 180 ] |
| T H Á N G N Ă M | 20              | Youth                         | Fox Searchlight Pictures                                                          | Paolo Sorrentino (đạo diễn); Michael Caine, Harvey Keitel, Rachel Weisz, Paul Dano | Hài, Chính kịch                     | [ 181 ] |
| T H Á N G N Ă M | 21              | The Assassin                  | StudioCanal                                                                       | Hou Hsiao-Hsien (đạo diễn); Hou Hsiao-Hsien, Chu Tien-wen, Hsieh Hai-Meng, Zhong Acheng (biên kịch); Shu Qi, Chang Chen, Zhou Yun, Satoshi Tsumabuki | Martial Arts, Hành động             | [ 182 ] |
| T H Á N G N Ă M | 22              | Yêu tinh                      | 20th Century Fox / Metro-Goldwyn-Mayer / Ghost House Pictures                     | Gil Kenan (đạo diễn); David Lindsay-Abaire (biên kịch); Sam Rockwell, Jared Harris, Rosemarie DeWitt, Saxon Sharbino, Kyle Catlett, Kennedi Clements, Jane Adams | Kinh dị                             | [ 183 ] |
| T H Á N G N Ă M | 22              | Oán trả oán                   | Arrow Films                                                                       | Fouad Mikati (đạo diễn); Patricia Beauchamp, Joe Gossett (biên kịch); Rosamund Pike, Nick Nolte, Shiloh Fernandez | Rùng rợn                            | [ 184 ] |
| T H Á N G N Ă M | 22              | Tanu Weds Manu Returns        | Eros International                                                                | Anand L. Rai (đạo diễn); Himanshu Sharma (biên kịch); R. Madhavan, Kangana Ranaut, Jimmy Shergill, Deepak Dobriyal, Eijaz Khan, Swara Bhaskar, Mohammed Zeeshan Ayyub | Lãng mạn, Hài                       | [ 185 ] |
| T H Á N G N Ă M | 22              | The Human Centipede 3         | IFC Midnight                                                                      | Tom Six (đạo diễn/biên kịch); Dieter Laser, Laurence R. Harvey, Eric Roberts | Kinh dị                             | [ 186 ] |
| T H Á N G N Ă M | 23              | Macbeth                       | The Weinstein Company                                                             | Justin Kurzel (director) Jacob Koskoff, Todd Louiso, Michael Lesslie (biên kịch); Michael Fassbender, Marion Cotillard | Chính kịch                          | [ 187 ] |
| T H Á N G N Ă M | 25              | You Carry Me                  |                                                                                   | Ivona Juka (đạo diễn/biên kịch); Lana Barić | Chính kịch                          | [ 188 ] |
| T H Á N G N Ă M | 27              | Aloha                         | Columbia Pictures / Regency Enterprises                                           | Cameron Crowe (đạo diễn/biên kịch); Bradley Cooper, Emma Stone, Alec Baldwin, Rachel McAdams, Bill Murray, John Krasinski, Danny McBride, Jay Baruchel | Lãng mạn, Hài                       | [ 189 ] |
| T H Á N G N Ă M | 27              | Entourage                     | Warner Bros.                                                                      | Doug Ellin (đạo diễn/biên kịch); Adrian Grenier, Kevin Connolly, Kevin Dillon, Jerry Ferrara, Jeremy Piven, Billy Bob Thornton, Haley Joel Osment | Hài                                 | [ 190 ] |
| T H Á N G N Ă M | 27              | Khe nứt San Andreas           | Warner Bros. / New Line Cinema / Village Roadshow Pictures / RatPac Entertainment | Brad Peyton (đạo diễn); Carey Hayes, Chad Hayes (biên kịch); Dwayne Johnson, Alexandra Daddario, Carla Gugino, Paul Giamatti, Kylie Minogue, Ioan Gruffudd, Colton Haynes, Will Yun Lee, Archie Panjabi, Todd Williams | Hành động, Phiêu lưu                | [ 191 ] |
| T H Á N G N Ă M | 29              | Thế giới khủng long           | Universal Studios / Amblin Entertainment / Legendary Pictures                     | Colin Trevorrow (đạo diễn/biên kịch); Derek Connolly, Rick Jaffa, Amanda Silver (biên kịch); Chris Pratt, Bryce Dallas Howard, Vincent D'Onofrio, Ty Simpkins, Nick Robinson, B. D. Wong, Irrfan Khan, Omar Sy, Jake Johnson, Lauren Lapkus, Brian Tee, Katie McGrath, Judy Greer, Andy Buckley, Eric Edelstein, Jimmy Buffett, Colin Trevorrow, Brad Bird, Jack Horner, Jimmy Fallon | Khoa học giả tưởng, Phiêu lưu       | [ 192 ] |
| T H Á N G N Ă M | 29              | Phản sát                      | Millennium Films                                                                  | James McTeigue (đạo diễn); Philip Shelby (biên kịch); Milla Jovovich, Pierce Brosnan, Dylan McDermott, Angela Bassett, Robert Forster | Rùng rợn                            | [ 193 ] |
| T H Á N G S Á U | 5               | Quỷ quyệt 3                   | Focus Features / Gramercy Pictures                                                | Leigh Whannell (đạo diễn/biên kịch); Dermot Mulroney, Stefanie Scott, Angus Sampson, Leigh Whannell, Lin Shaye | Kinh dị                             | [ 194 ] |
| T H Á N G S Á U | 10              | The Sweet Escape              | UGC Distribution                                                                  | Bruno Podalydès (đạo diễn/biên kịch); Bruno Podalydès, Sandrine Kiberlain, Agnès Jaoui, Vimala Pons | Hài                                 | [ 195 ] |
| T H Á N G S Á U | 11              | Minions                       | Universal Studios / Illumination Entertainment                                    | Pierre Coffin, Kyle Balda (đạo diễn); Brian Lynch (biên kịch); Pierre Coffin, Sandra Bullock, Jon Hamm, Michael Keaton, Allison Janney, Steve Coogan, Geoffrey Rush | Hoạt hình, Hài                      | [ 196 ] |
| T H Á N G S Á U | 12              | London Road                   | Picturehouse Entertainment                                                        | Rufus Norris (đạo diễn); Tom Hardy, Olivia Colman | Âm nhạc, Bí ẩn, Rùng rợn            | [ 197 ] |
| T H Á N G S Á U | 12              | Maya                          | Twister Films                                                                     | Jawad Bashir (đạo diễn); Ahmed Abdul Rehman, Hina Jawad, Zain Afzal, Sheikh Mohammad Ahmed, Anam Malik | Kinh dị                             | [ 198 ] |
| T H Á N G S Á U | 15              | Southpaw                      | The Weinstein Company                                                             | Antoine Fuqua (đạo diễn); Kurt Sutter (biên kịch); Jake Gyllenhaal, Rachel McAdams, Naomie Harris, Forest Whitaker, Victor Ortiz, Tyrese Gibson | Chính kịch                          | [ 199 ] |
| T H Á N G S Á U | 16              | Amy                           | Altitude Film Distribution                                                        | Asif Kapadia (đạo diễn); Matt Curtis (biên kịch); Amy Winehouse, Mitchell Winehouse, Janis Winehouse, Raye Cosbert, Nick Shymansky, Blake Fielder-Civil, Tyler James, Juliette Ashby, Lauren Gilbert, Darcus Beese, Salaam Remi, Mark Ronson, Tony Bennett | Tiểu sử, Tài liệu                   | [ 200 ] |
| T H Á N G S Á U | 17              | The Legend of Barney Thomson  |                                                                                   | Robert Carlyle (đạo diễn); Robert Carlyle, Emma Thompson, Ashley Jensen, Ray Winstone | Hài, Rùng rợn                       | [ 201 ] |
| T H Á N G S Á U | 19              | ABCD 2                        | Walt Disney Pictures / UTV Motion Pictures                                        | Remo D'Souza (đạo diễn); Tushar Hiranandani (biên kịch); Varun Dhawan, Dharmesh Yelande, Shraddha Kapoor, Lauren Gottlieb, Prabhu Deva, Raghav Juyal | Vũ đạo                              | [ 202 ] |
| T H Á N G S Á U | 20              | The Messenger                 | Metrodome Distribution                                                            | David Blair (đạo diễn); Robert Sheehan, Lily Cole | Kinh dị, Bí ẩn, Rùng rợn            | [ 203 ] |
| T H Á N G S Á U | 20              | Under Milk Wood               |                                                                                   | Kevin Allen (đạo diễn); Rhys Ifans | Chính kịch                          | [ 204 ] |
| T H Á N G S Á U | 22              | Kẻ hủy diệt: Thời đại Genisys | Paramount Pictures                                                                | Alan Taylor (đạo diễn); Laeta Kalogridis, Patrick Lussier (biên kịch); Arnold Schwarzenegger, J. K. Simmons, Emilia Clarke, Jason Clarke, Jai Courtney, Lee Byung-hun, Matthew Smith, Dayo Okeniyi, Courtney B. Vance, Michael Gladis, Sandrine Holt, Aaron V. Williamson | Khoa học giả tưởng, Hành động       | [ 205 ] |
| T H Á N G S Á U | 23              | Everest                       | Universal Studios                                                                 | Baltasar Kormákur (đạo diễn); Justin Isbell, William Nicholson (biên kịch); Jake Gyllenhaal, Josh Brolin, Jason Clarke, John Hawkes, Sam Worthington, Keira Knightley, Robin Wright | Phiêu lưu, Rùng rợn                 | [ 206 ] |
| T H Á N G S Á U | 24              | Ted 2                         | Universal Studios                                                                 | Seth MacFarlane (đạo diễn/biên kịch); Alec Sulkin, Wellesley Wild (screenplay) Mark Wahlberg, Seth MacFarlane, Amanda Seyfried, Giovanni Ribisi, John Slattery, Jessica Barth, Morgan Freeman | Hài                                 | [ 207 ] |
| T H Á N G S Á U | 25              | Magic Mike XXL                | Warner Bros.                                                                      | Gregory Jacobs (đạo diễn); Channing Tatum (biên kịch); Channing Tatum, Matt Bomer, Joe Manganiello, Kevin Nash, Adam Rodriguez, Gabriel Iglesias, Andie MacDowell, Amber Heard, Jada Pinkett Smith, Elizabeth Banks, Donald Glover, Michael Strahan | Hài, Chính kịch                     | [ 208 ] |
| T H Á N G S Á U | 26              | Max                           | Warner Bros. / Metro-Goldwyn-Mayer                                                | Boaz Yakin (đạo diễn/biên kịch); Sheldon Lettich (biên kịch); Josh Wiggins, Thomas Haden Church, Lauren Graham | Phiêu lưu                           | [ 209 ] |
| T H Á N G S Á U | 28              | Babai                         |                                                                                   | Visar Morina (đạo diễn/biên kịch); Val Maloku | Chính kịch                          | [ 210 ] |
| T H Á N G S Á U | 29              | Người kiến                    | Marvel Studios                                                                    | Peyton Reed (đạo diễn); Adam McKay, Paul Rudd (biên kịch); Paul Rudd, Evangeline Lilly, Corey Stoll, Bobby Cannavale, Michael Peña, Tip "T.I." Harris, Anthony Mackie, Wood Harris, Judy Greer, David Dastmalchian, Michael Douglas | Hành động, Phiêu lưu                | [ 211 ] |
| T H Á N G S Á U | 30              | Giá treo tử thần              | Warner Bros. / New Line Cinema                                                    | Travis Cluff, Chris Lofing (director/screenplay) Cassidy Gifford, Pfeifer Brown, Ryan Shoos, Reese Mishler | Kinh dị                             | [ 212 ] |

### Tháng bảy–Tháng chín
| Ngày công chiếu   | Ngày công chiếu | Tựa đề                               | Hãng phát hành                                                | Diễn viên và người thực hiện | Thể loại                                 | Nguồn   |
| ----------------- | --------------- | ------------------------------------ | ------------------------------------------------------------- | --- | ---------------------------------------- | ------- |
| T H Á N G B Ả Y   | 1               | Faith of Our Fathers                 | Pure Flix Entertainment / Samuel Goldwyn Films                | Carey Scott (đạo diễn); Stephen Baldwin, Kevin Downes, David A. R. White, Rebecca St. James, Si Robertson, Candace Cameron Bure | Chính kịch                               | [ 213 ] |
| T H Á N G B Ả Y   | 2               | Vere Vazhi Ille                      | Veedu Production                                              | M.S. Prem Nath (đạo diễn/biên kịch); Denes Kumar, Jasmine Michael, Sai Prashanth, Janani Balu Magendran "Vikadakavi" Raman | Kinh dị, Hài                             | [ 214 ] |
| T H Á N G B Ả Y   | 3               | Amy                                  | Altitude Film Distribution                                    | Asif Kapadia (đạo diễn); Matt Curtis (biên kịch); Amy Winehouse, Mitchell Winehouse, Janis Winehouse, Blake Fielder-Civil, Raye Cosbert, Nick Shymansky, Tyler James, Juliette Ashby, Lauren Gilbert, Salaam Remi, Mark Ronson, Tony Bennett                                                      | Tài liệu, Tiểu sử, Âm nhạc               | [ 215 ] |
| T H Á N G B Ả Y   | 3               | Cartel Land                          | The Orchard                                                   | Matthew Heineman (đạo diễn); Robert Hetrick | Tài liệu                                 | [ 216 ] |
| T H Á N G B Ả Y   | 4               | Heavenly Nomadic                     |                                                               | Mirlan Abdykalykov (đạo diễn); Ernest Abdyjaparov, Aktan Arym Kubat (biên kịch); Taalaikan Abazova | Chính kịch                               | [ 217 ] |
| T H Á N G B Ả Y   | 5               | Home Care                            |                                                               | Slávek Horák (đạo diễn/biên kịch); Jan Gogola Sr. | Chính kịch                               | [ 218 ] |
| T H Á N G B Ả Y   | 8               | Microbe & Gasoline                   | Partizan                                                      | Michel Gondry (đạo diễn/biên kịch); Théophile Baquet, Ange Dargent, Audrey Tautou | Hài                                      | [ 219 ] |
| T H Á N G B Ả Y   | 10              | Sử thi Baahubali                     | Arka Media Works                                              | S. S. Rajamouli (đạo diễn/biên kịch); Prabhas, Rana Daggubati, Anushka Shetty, Tamannaah, Ramya Krishnan, Sathyaraj, Sudeep | Hành động, epic                          | [ 220 ] |
| T H Á N G B Ả Y   | 10              | Kẻ thế mạng                          | Focus Features / Gramercy Pictures                            | Tarsem Singh (đạo diễn); Alex Pastor, David Pastor (biên kịch); Ryan Reynolds, Ben Kingsley, Natalie Martinez, Victor Garber, Matthew Goode, Derek Luke | Chính kịch, Khoa học giả tưởng, Rùng rợn | [ 221 ] |
| T H Á N G B Ả Y   | 16              | Monster Hunt                         |                                                               | Raman Hui (đạo diễn); Bai Baihe, Jing Boran, Jiang Wu, Elaine Jin | Kỳ ảo, Phiêu lưu                         | [ 222 ] |
| T H Á N G B Ả Y   | 17              | Bajrangi Bhaijaan                    | Salman Khan Films                                             | Kabir Khan (đạo diễn/biên kịch); Salman Khan, Kareena Kapoor | Lãng mạn, Chính kịch                     | [ 223 ] |
| T H Á N G B Ả Y   | 18              | Bin Roye                             | MD Films                                                      | Momina Duraid (đạo diễn); Mahira Khan, Humayun Saeed, Armeena Khan, Adeel Hussain, Zeba Bakhtiar, Javed Sheikh | Chính kịch, Lãng mạn                     | [ 224 ] |
| T H Á N G B Ả Y   | 18              | Wrong No.                            | YNH Films                                                     | Yasir Nawaz (đạo diễn); Danish Taimoor, Sohai Ali Abro, Jawed Sheikh, Shafqat Cheema, Danish Nawaz, Nadeem Jafri | Hài                                      | [ 225 ] |
| T H Á N G B Ả Y   | 21              | Bad Night                            | GRB Entertainment                                             | Chris Riedell, Nick Riedell (đạo diễn); Daniel Kinno (biên kịch); Jenn McAllister, Lauren Luthringshausen, Julianna Guill, Judy Marte, Matt Walsh, Owen Smith, Molly Ringwald, June Diane Raphael, Casey Wilson, Adam Pally, Eric Edelstein                                                       | Phiêu lưu, Hài                           | [ 226 ] |
| T H Á N G B Ả Y   | 22              | Smosh: The Movie                     | 20th Century Fox                                              | Alex Winter (đạo diễn); Eric Falconer (writer); Ian Hecox, Anthony Padilla, Jenna Marbles, Grace Helbig, Harley Morenstein, Michael Ian Black, Shane Dawson, Mark Fischbach, Steve Austin | Hài                                      | [ 227 ] |
| T H Á N G B Ả Y   | 23              | Nhiệm vụ bất khả thi: Quốc gia bí ẩn | Paramount Pictures                                            | Christopher McQuarrie (đạo diễn/biên kịch); Tom Cruise, Jeremy Renner, Simon Pegg, Ving Rhames, Rebecca Ferguson, Alec Baldwin | Hành động                                | [ 228 ] |
| T H Á N G B Ả Y   | 24              | 7 Letters                            |                                                               | Boo Junfeng, Eric Khoo, Jack Neo, K Rajagopal, Tan Pin Pin, Royston Tan, Kelvin Tong (đạo diễn); Boo Junfeng, Eric Khoo, Jack Neo, Ivan Ho, K Rajagopal, Pin Pin Tan, Royston Tan, Kelvin Tong (screenplay)                                                                                       | Chính kịch                               | [ 229 ] |
| T H Á N G B Ả Y   | 24              | Paper Towns                          | 20th Century Fox                                              | Jake Schreier (đạo diễn); Scott Neustadter, Michael H. Weber (biên kịch); Nat Wolff, Cara Delevingne | Lãng mạn, Bí ẩn, Hài                     | [ 230 ] |
| T H Á N G B Ả Y   | 24              | Đại chiến Pixels                     | Columbia Pictures / Happy Madison Productions / 1492 Pictures | Chris Columbus (đạo diễn); Tim Herlihy, Tim Dowling (biên kịch); Adam Sandler, Kevin James, Josh Gad, Peter Dinklage, Michelle Monaghan, Brian Cox, Ashley Benson, Jane Krakowski | Hài, Hành động                           | [ 231 ] |
| T H Á N G B Ả Y   | 25              | The Vatican Tapes                    | Lionsgate                                                     | Mark Neveldine (đạo diễn); Christopher Borrelli (biên kịch); Kathleen Robertson, Michael Peña, Djimon Hounsou, Dougray Scott, John Patrick Amedori | Kinh dị                                  | [ 232 ] |
| T H Á N G B Ả Y   | 26              | Utopia                               |                                                               | Hassan Nazer (đạo diễn); Hannah Spearritt | Chính kịch                               | [ 233 ] |
| T H Á N G B Ả Y   | 29              | Kỳ nghỉ bá đạo                       | Warner Bros. / New Line Cinema                                | John Francis Daley, Jonathan Goldstein (directors/screenplay); Ed Helms, Christina Applegate, Leslie Mann, Chris Hemsworth, Charlie Day, Beverly D'Angelo, Chevy Chase | Phiêu lưu, Hài                           | [ 234 ] |
| T H Á N G B Ả Y   | 30              | Món quà bí ẩn                        | STX Entertainment                                             | Joel Edgerton (đạo diễn/biên kịch); Jason Bateman, Rebecca Hall, Joel Edgerton | Rùng rợn                                 | [ 235 ] |
| T H Á N G B Ả Y   | 31              | Karachi Se Lahore                    | Showcase Films                                                | Wajahat Rauf (đạo diễn); Shehzad Sheikh, Ayesha Omer, Ahmed Ali, Aashir Wajahat, Yasir Hussain, Javed Sheikh, Eshita Syed, Mantaha Tareen Maqsood, Rasheed Naz | Hài, Road                                | [ 236 ] |
| T H Á N G B Ả Y   | 31              | The Two of Us                        | The Monarchy Group                                            | Ernest Nkosi (đạo diễn); Ernest Nkosi, Mozzie Pheeha (biên kịch); Emmanuel Nkosinathi Gweva, Busisiwe Mtshali, Richard Lukunku, Zikhona Sodlaka, Mpho "Popps" Modikoane, Thato Dhladla, Thembi Nyandeni, Hazel Mhlaba, Kope Makgae                                                                | Chính kịch                               | [ 237 ] |
| T H Á N G T Á M   | 4               | Bộ tứ siêu đẳng                      | 20th Century Fox / Marvel Entertainment                       | Josh Trank (đạo diễn); Jeremy Slater, Simon Kinberg (biên kịch); Miles Teller, Michael B. Jordan, Kate Mara, Jamie Bell, Toby Kebbell | Hành động, Phiêu lưu                     | [ 238 ] |
| T H Á N G T Á M   | 6               | The 33                               | 20th Century Fox                                              | Patricia Riggen (đạo diễn); Antonio Banderas, Rodrigo Santoro, Juliette Binoche, James Brolin, Lou Diamond Phillips, Mario Casas, Juan Pablo Raba, Adriana Barraza, Kate del Castillo, Cote de Pablo, Bob Gunton, Gabriel Byrne                                                                   | Sống còn                                 | [ 239 ] |
| T H Á N G T Á M   | 6               | To the Fore                          | Emperor Motion Pictures                                       | Dante Lam (đạo diễn); Eddie Peng, Shawn Dou, Choi Siwon, Wang Luodan | Sport, Chính kịch                        | [ 240 ] |
| T H Á N G T Á M   | 7               | Boruto: Naruto the Movie             | Toho / Studio Pierrot                                         | Hiroyuki Yamashita (đạo diễn); Yuuko Sanpei, Kokoro Kikuchi, Junko Takeuchi, Noriaki Sugiyama | Hành động, Phiêu lưu                     | [ 241 ] |
| T H Á N G T Á M   | 7               | Ricki and the Flash                  | TriStar Pictures                                              | Jonathan Demme (đạo diễn); Diablo Cody (biên kịch); Meryl Streep, Kevin Kline, Mamie Gummer, Audra McDonald, Sebastian Stan, Ben Platt, Rick Springfield | Hài, Chính kịch                          | [ 242 ] |
| T H Á N G T Á M   | 7               | Tổ chức bóng đêm U.N.C.L.E.          | Warner Bros.                                                  | Guy Ritchie (đạo diễn/biên kịch); Lionel Wigram (biên kịch); Henry Cavill, Armie Hammer, Elizabeth Debicki, Alicia Vikander, Hugh Grant, Luca Calvani, Simona Caparrini, Jared Harris | Hành động, Hài                           | [ 243 ] |
| T H Á N G T Á M   | 11              | Straight Outta Compton               | Universal Studios                                             | F. Gary Gray (đạo diễn); Andrea Berloff (biên kịch); O'Shea Jackson, Jr., Corey Hawkins, Jason Mitchell, Aldis Hodge, Neil Brown, Jr. | Tiểu sử, Chính kịch                      | [ 244 ] |
| T H Á N G T Á M   | 13              | Go Away Mr. Tumor                    |                                                               | Han Yan (đạo diễn); Bai Baihe, Daniel Wu | Lãng mạn, Hài                            | [ 245 ] |
| T H Á N G T Á M   | 13              | Shah                                 | Logos Film & Media                                            | Adnan Sarwar (đạo diễn); Adnan Sarwar, Sardar Baloch, Gulab Chandio, Kiran Chaudhry, Faiz Chohan, Miraal Sara, Adeel Raees | Tiểu sử, Thể thao                        | [ 246 ] |
| T H Á N G T Á M   | 13              | The Clan                             |                                                               | Pablo Trapero (đạo diễn); Guillermo Francella, Peter Lanzani, Lili Popovich | Tội phạm                                 | [ 247 ] |
| T H Á N G T Á M   | 14              | Cầu được ước thấy                    | Lionsgate UK                                                  | Terry Jones (đạo diễn); Simon Pegg, Kate Beckinsale, Michael Palin, Terry Jones, Terry Gilliam, John Cleese, Eric Idle, Robin Williams | Hài, Khoa học giả tưởng                  | [ 248 ] |
| T H Á N G T Á M   | 14              | Moor                                 | Geo Films                                                     | Jami (đạo diễn/biên kịch); Hameed Sheikh | Chính kịch                               | [ 249 ] |
| T H Á N G T Á M   | 16              | Brothers                             | Lionsgate Films, Dharma Productions                           | Akshay Kumar, Sidharth Malhotra, Jacqueline Fernandes, Jackie Shroff |                                          |         |
| T H Á N G T Á M   | 17              | Không lối thoát                      | The Weinstein Company                                         | John Erick Dowdle (đạo diễn/biên kịch); Drew Dowdle (biên kịch); Owen Wilson, Pierce Brosnan, Lake Bell | Hành động, Rùng rợn                      | [ 250 ] |
| T H Á N G T Á M   | 19              | Amnesia                              |                                                               | Barbet Schroeder (đạo diễn); Emilie Bickerton, Peter Steinbach, Susan Hoffman, Barbet Schroeder | Chính kịch                               | [ 251 ] |
| T H Á N G T Á M   | 20              | Our Everyday Life                    |                                                               | Ines Tanović (đạo diễn); Mediha Musliovic | Chính kịch                               | [ 252 ] |
| T H Á N G T Á M   | 21              | American Ultra                       | Lionsgate / Summit Entertainment                              | Nima Nourizadeh (đạo diễn); Max Landis (biên kịch); Jesse Eisenberg, Kristen Stewart, Connie Britton, Topher Grace, John Leguizamo, Bill Pullman, Walton Goggins, Tony Hale | Hành động, Hài                           | [ 253 ] |
| T H Á N G T Á M   | 21              | Sát thủ: Mật danh 47                 | 20th Century Fox                                              | Aleksander Bach (đạo diễn); Michael Finch, Kyle Chiến tranhd, Skip Woods (biên kịch); Rupert Friend, Zachary Quinto, Hannah Ware, Thomas Kretschmann | Hành động, Rùng rợn                      | [ 254 ] |
| T H Á N G T Á M   | 21              | Sinister 2                           | Focus Features / Gramercy Pictures                            | Ciaran Foy (đạo diễn); Scott Derrickson, C. Robert Cargill, (biên kịch); James Ransone, Shannyn Sossamon | Kinh dị                                  | [ 255 ] |
| T H Á N G T Á M   | 21              | The Bad Education Movie              | Entertainment Film Distributors                               | Elliot Hegarty (đạo diễn); Jack Whitehall, Mathew Horne, Sarah Solemani, Harry Enfield, Nikki Runeckles, Kae Alexander, Ethan Lawrence, Charlie Wernham, Jack Binstead, Layton Williams, Weruche Opia, Iain Glen                                                                                  | Hài                                      | [ 256 ] |
| T H Á N G T Á M   | 21              | We Are Your Friends                  | Warner Bros.                                                  | Max Joseph (đạo diễn); Max Joseph, Meaghan Oppenheimer (biên kịch); Zac Efron, Emily Ratajkowski, Alex Shaffer, Jonny Weston, Wes Bentley, Jon Bernthal | Chính kịch                               | [ 257 ] |
| T H Á N G T Á M   | 27              | A War                                | Nordisk Film                                                  | Tobias Lindholm (đạo diễn); Tobias Lindholm (screenplay) | Chính kịch                               | [ 258 ] |
| T H Á N G T Á M   | 28              | Sóng tử thần                         |                                                               | Roar Uthaug (đạo diễn); John Kåre Raake, Harald Rosenløw-Eeg (biên kịch); Kristoffer Joner | Thảm họa, Chính kịch                     | [ 259 ] |
| T H Á N G T Á M   | 28              | War Room                             | TriStar Pictures                                              | Alex Kendrick (đạo diễn); Alex Kendrick, Stephen Kendrick (biên kịch); Alex Kendrick, Priscilla Shirer, T.C. Stallings, Beth Moore, Karen Abercrombie, Alena Pitts | Chính kịch                               | [ 260 ] |
| T H Á N G C H Í N | 2               | The Perfect Guy                      | Screen Gems                                                   | David M. Rosenthal (đạo diễn); Tyger Williams (biên kịch); Sanaa Lathan, Michael Ealy, Morris Chestnut | Rùng rợn                                 | [ 261 ] |
| T H Á N G C H Í N | 3               | Beasts of No Nation                  | Bleecker Street                                               | Cary Joji Fukunaga (đạo diễn); Idris Elba, Kurt Egyiawan, Abraham Attah | Chiến tranh, Chính kịch                  | [ 262 ] |
| T H Á N G C H Í N | 3               | Spotlight                            | Open Road Films                                               | Tom McCarthy (đạo diễn); Mark Ruffalo, Michael Keaton, Rachel McAdams, Liev Schreiber, John Slattery, Stanley Tucci | Chính kịch                               | [ 263 ] |
| T H Á N G C H Í N | 4               | Anomalisa                            | Paramount Pictures                                            | Charlie Kaufman, Duke Johnson (đạo diễn); David Thewlis, Jennifer Jason Leigh, Tom Noonan | Chính kịch                               | [ 264 ] |
| T H Á N G C H Í N | 4               | Black Mass                           | Warner Bros. / RatPac Entertainment / Cross Creek Pictures    | Scott Cooper (đạo diễn); Mark Mallouk, Jez Butterworth (biên kịch); Johnny Depp, Joel Edgerton, Benedict Cumberbatch, Sienna Miller, Dakota Johnson, Juno Temple, Corey Stoll, Peter Sarsgaard | Hành động, Chính kịch                    | [ 265 ] |
| T H Á N G C H Í N | 4               | Căn phòng                            | A24 Films                                                     | Lenny Abrahamson (đạo diễn); Emma Donoghue (biên kịch); Brie Larson, Joan Allen, William H. Macy, Sean Bridgers, Jacob Tremblay | Chính kịch, Kinh dị                      | [ 266 ] |
| T H Á N G C H Í N | 4               | He Named Me Malala                   | Fox Searchlight Pictures                                      | Davis Guggenheim (đạo diễn); Malala Yousafzai | Tài liệu                                 | [ 267 ] |
| T H Á N G C H Í N | 4               | Suffragette                          | Focus Features                                                | Sarah Gavron (đạo diễn); Abi Morgan (biên kịch); Carey Mulligan, Helena Bonham Carter, Meryl Streep, Ben Whishaw, Brendan Gleeson, Anne-Marie Duff | Chính kịch                               | [ 268 ] |
| T H Á N G C H Í N | 4               | Người vận chuyển 4                   | EuropaCorp                                                    | Camille Delamarre (đạo diễn); Bill Collage, Adam Cooper (biên kịch); Ed Skrein, Ray Stevenson, Loan Chabanol, Gabriella Wright | Hành động, Rùng rợn                      | [ 269 ] |
| T H Á N G C H Í N | 4               | Viva                                 |                                                               | Paddy Breathnach (đạo diễn); Mark O'Halloran (biên kịch); Héctor Medina | Chính kịch                               | [ 270 ] |
| T H Á N G C H Í N | 5               | Steve Jobs                           | Universal Pictures / Legendary Pictures                       | Danny Boyle (đạo diễn); Aaron Sorkin (biên kịch); Michael Fassbender, Seth Rogen, Kate Winslet, Jeff Daniels, Katherine Waterston, Michael Stuhlbarg | Tiểu sử                                  | [ 271 ] |
| T H Á N G C H Í N | 5               | Cô gái Đan Mạch                      | Focus Features                                                | Tom Hooper (đạo diễn); Lucinda Coxon (biên kịch); Eddie Redmayne, Alicia Vikander, Matthias Schoenaerts, Ben Whishaw | Chính kịch                               | [ 272 ] |
| T H Á N G C H Í N | 7               | Stranger                             |                                                               | Ermek Tursunov (đạo diễn/biên kịch); Roza Hairullina | Chính kịch                               | [ 273 ] |
| T H Á N G C H Í N | 8               | Don't Be Bad                         |                                                               | Claudio Caligari (đạo diễn/biên kịch); Luca Marinelli | Tội phạm                                 | [ 274 ] |
| T H Á N G C H Í N | 8               | 9 rưỡi tối                           | Universal Studios                                             | M. Night Shyamalan (đạo diễn/biên kịch); Kathryn Hahn, Ed Oxenbould, Deanna Dunagan, Peter McRobbie, Olivia DeJonge | Kinh dị, Rùng rợn                        | [ 275 ] |
| T H Á N G C H Í N | 9               | 11 Minutes                           |                                                               | Jerzy Skolimowski (đạo diễn/biên kịch); Richard Dormer, Wojciech Mecwaldowski, Andrzej Chyra, Dawid Ogrodnik, Paulina Chapko, Mateusz Kościukiewicz, Agata Buzek |                                          | [ 276 ] |
| T H Á N G C H Í N | 9               | Baba Joon                            |                                                               | Yuval Delshad (đạo diễn/biên kịch); Navid Negahban | Chính kịch                               | [ 277 ] |
| T H Á N G C H Í N | 9               | Heneral Luna                         | Quantum Films                                                 | Jerrold Tarog (đạo diễn); Monching Barado (biên kịch); John Arcilla, Mon Confiado, Arron Villaflor, Joem Bascon, Archie Alemania, Epi Quizon, Nonie Buencamino, Paulo Avelino, Leo Martinez, Mylene Dizon, Ronnie Lazaro                                                                          | Lịch sử, Tiểu sử                         | [ 278 ] |
| T H Á N G C H Í N | 9               | Song sinh sát thủ                    | Universal Pictures                                            | Brian Helgeland (đạo diễn/biên kịch); Tom Hardy, Emily Browning, Colin Morgan, David Thewlis, Christopher Eccleston, Chazz Palminteri | Tội phạm, Rùng rợn                       | [ 279 ] |
| T H Á N G C H Í N | 10              | Where to Invade Next                 | Dog Eat Dog Films                                             | Michael Moore (director/narrator); | Tài liệu                                 | [ 280 ] |
| T H Á N G C H Í N | 10              | Remember                             | A24 Films                                                     | Atom Egoyan (đạo diễn); Benjamin August (biên kịch); Christopher Plummer, Martin Landau, Dean Norris, Bruno Ganz, Heinz Lieven, Jürgen Prochnow, Henry Czerny, Kim Roberts | Chính kịch                               | [ 281 ] |
| T H Á N G C H Í N | 11              | 90 Minutes in Heaven                 | Samuel Goldwyn Films                                          | Michael Polish (đạo diễn/biên kịch); Hayden Christensen, Kate Bosworth, Dwight Yoakam, Michael W. Smith | Chính kịch                               | [ 282 ] |
| T H Á N G C H Í N | 11              | Born to Vũ đạo                       | Vendetta Films                                                | Tammy Davis (đạo diễn); Tia Maipi, Stan Walker, Kherington Payne | Âm nhạc, Vũ đạo                          | [ 283 ] |
| T H Á N G C H Í N | 11              | Eye in the Sky                       | Bleecker Street                                               | Gavin Hood (đạo diễn); Helen Mirren, Aaron Paul, Alan Rickman, Barkhad Abdi | Rùng rợn                                 | [ 284 ] |
| T H Á N G C H Í N | 11              | I Saw the Light                      | Sony Pictures Classics                                        | Marc Abraham (director/screenplay) Tom Hiddleston, Elizabeth Olsen | Chính kịch, Âm nhạc, Tiểu sử             | [ 285 ] |
| T H Á N G C H Í N | 11              | Manto                                | Geo Films                                                     | Sarmad Sultan Khoosat (đạo diễn); Shahid Nadeem (biên kịch); Sarmad Sultan Khoosat, Sania Saeed, Saba Qamar, Nimra Bucha | Tiểu sử, Chính kịch                      | [ 286 ] |
| T H Á N G C H Í N | 11              | Our Brand Is Crisis                  | Warner Bros.                                                  | David Gordon Green (đạo diễn); Peter Straughan (biên kịch); Sandra Bullock, Scoot McNairy, Billy Bob Thornton, Anthony Mackie, Ann Dowd | Hài, Chính kịch                          | [ 287 ] |
| T H Á N G C H Í N | 11              | Pawn Sacrifice                       | Bleecker Street                                               | Ed Zwick (đạo diễn); Steven Knight (biên kịch); Tobey Maguire, Liev Schreiber, Peter Sarsgaard, Michael Stuhlbarg, Lily Rabe, Robin Weigert | Tiểu sử, Chính kịch                      | [ 288 ] |
| T H Á N G C H Í N | 11              | Người về từ Sao Hỏa                  | 20th Century Fox                                              | Ridley Scott (đạo diễn); Drew Goddard (biên kịch); Matt Damon, Jeff Daniels, Kristen Wiig, Sean Bean, Jessica Chastain, Sebastian Stan, Kate Mara, Michael Pena, Aksel Hennie, Donald Glover, Mackenzie Davis, Benedict Wong, Eddy Ko, Chen Shu, Naomi Scott, Nick Mohammed, Chiwetel Ejiofor     | Khoa học giả tưởng                       | [ 289 ] |
| T H Á N G C H Í N | 12              | Miss You Already                     | Entertainment One                                             | Catherine Hardwicke (đạo diễn); Toni Collette, Drew Barrymore, Dominic Cooper, Paddy Considine, Tyson Ritter, Frances de la Tour, Jacqueline Bisset | Hài, Chính kịch                          | [ 290 ] |
| T H Á N G C H Í N | 12              | The Lady in the Van                  | BBC Films                                                     | Nicholas Hytner (đạo diễn); Maggie Smith, Alex Jennings, Frances de la Tour | Chính kịch, Hài                          | [ 291 ] |
| T H Á N G C H Í N | 12              | Trumbo                               | Bleecker Street                                               | Jay Roach (đạo diễn); John McNamara (biên kịch); Bryan Cranston, Diane Lane, Helen Mirren, John Goodman, Elle Fanning, Louis C.K., Michael Stuhlbarg | Chính kịch                               | [ 292 ] |
| T H Á N G C H Í N | 12              | Truth                                | Sony Pictures Classics                                        | James Vanderbilt (đạo diễn/biên kịch); Robert Redford, Cate Blanchett, Dennis Quaid, Topher Grace, Elisabeth Moss | Political, Chính kịch                    | [ 293 ] |
| T H Á N G C H Í N | 13              | Freeheld                             | Summit Entertainment                                          | Peter Sollett (đạo diễn); Ron Nyswaner (biên kịch); Julianne Moore, Ellen Page, Michael Shannon, Steve Carell | Chính kịch                               | [ 294 ] |
| T H Á N G C H Í N | 13              | The Paradise Suite                   |                                                               | Joost van Ginkel (đạo diễn/biên kịch); Raymond Thiry | Chính kịch                               | [ 295 ] |
| T H Á N G C H Í N | 14              | The Dressmaker                       | Universal Pictures                                            | Jocelyn Moorhouse (đạo diễn); P. J. Hogan, Jocelyn Moorhouse (biên kịch); Kate Winslet, Judy Davis, Liam Hemsworth, Hugo Weaving | Hài, Chính kịch                          | [ 296 ] |
| T H Á N G C H Í N | 14              | The Program                          | StudioCanal                                                   | Stephen Frears (đạo diễn); Ben Foster, Chris O'Dowd, Guillaume Canet, Jesse Plemons, Lee Pace, Denis Ménochet, Dustin Hoffman | Tiểu sử, Chính kịch                      | [ 297 ] |
| T H Á N G C H Í N | 15              | Bố già học việc                      | Warner Bros.                                                  | Nancy Meyers (đạo diễn/biên kịch); Robert De Niro, Anne Hathaway, Rene Russo, Adam DeVine, Anders Holm | Hài                                      | [ 298 ] |
| T H Á N G C H Í N | 16              | The Throne                           | Showbox                                                       | Lee Joon-ik (đạo diễn); Cho Chul-hyun, Oh Seung-hyeon, Lee Song-won (biên kịch); Song Kang-ho, Yoo Ah-in | Lịch sử, Chính kịch                      | [ 299 ] |
| T H Á N G C H Í N | 17              | Polis Evo                            | Astro Shaw                                                    | Ghaz Abu Bakar (đạo diễn); Shaheizy Sam, Zizan Razak, Nora Danish, Mimie Ernida, Wan Hanafi Su, Pablo Amirul, Amerul Affendy, Harun Salim Bachik, Nazim Shah | Hành động                                | [ 300 ] |
| T H Á N G C H Í N | 18              | Bill                                 | Vertigo Films                                                 | Richard Bracewell (đạo diễn); Mathew Baynton, Simon Farnaby, Martha Howe-Douglas, Jim Howick, Laurence Rickard, Ben Willbond | Hài                                      | [ 301 ] |
| T H Á N G C H Í N | 18              | Captive                              | Paramount Pictures                                            | Jerry Jameson (đạo diễn); Brian Bird, Reinhard Denke (biên kịch); David Oyelowo, Kate Mara, Michael K. Williams, Leonor Varela, Jessica Oyelowo, Mimi Rogers | Tội phạm, Rùng rợn                       | [ 302 ] |
| T H Á N G C H Í N | 18              | Giải mã mê cung: Thử nghiệm đất cháy | 20th Century Fox                                              | Wes Ball (đạo diễn); T.S. Nowlin (biên kịch); Dylan O'Brien, Ki Hong Lee, Thomas Sangster, Kaya Scodelario, Patricia Clarkson | Khoa học giả tưởng, Hành động            | [ 303 ] |
| T H Á N G C H Í N | 18              | Regression                           | The Weinstein Company                                         | Alejandro Amenábar (đạo diễn/biên kịch); Ethan Hawke, Emma Watson, David Thewlis, Lothaire Bluteau, Dale Dickey, David Dencik, Peter MacNeill, Devon Bostick, Aaron Ashmore | Rùng rợn, Kinh dị                        | [ 304 ] |
| T H Á N G C H Í N | 18              | Stonewall                            | Roadside Attractions                                          | Roland Emmerich (đạo diễn); Jon Robin Baitz (biên kịch); Jeremy Irvine, Ron Perlman, Jonathan Rhys Meyers, Joey King, Caleb Landry Jones, Matt Craven, Atticus Mitchell, Mark Camacho | Chính kịch                               | [ 305 ] |
| T H Á N G C H Í N | 23              | Moira                                |                                                               | Levan Tutberidze (đạo diễn/biên kịch); Paata Inauri | Chính kịch                               | [ 306 ] |
| T H Á N G C H Í N | 24              | Jwanita                              | Empire Film Solution                                          | Osman Ali (đạo diễn); Maya Karin, Bront Palarae, Cristina Suzanne Stockstill, Marsha Milan Londoh | Kinh dị, Rùng rợn, Hành động             | [ 307 ] |
| T H Á N G C H Í N | 25              | Khách sạn huyền bí 2                 | Columbia Pictures / Sony Pictures Animation                   | Genndy Tartakovsky (đạo diễn); Robert Smigel, Adam Sandler (screenplays); Adam Sandler, Andy Samberg, Selena Gomez, Kevin James, Steve Buscemi, David Spade, Keegan-Michael Key, Asher Blinkoff, Fran Drescher, Molly Shannon, Nick Offerman, Megan Mullally, Dana Carvey, Rob Riggle, Mel Brooks | Kỳ ảo, Hài, Gia đình, Kinh dị            | [ 308 ] |
| T H Á N G C H Í N | 25              | Jawani Phir Nahi Ani                 | ARY Films                                                     | Nadeem Baig; Vasay Chaudhry (biên kịch); Humayun Saeed, Hamza Ali Abbasi, Ahmad Ali Butt, Vasay Chaudhry, Sohai Ali Abro | Phiêu lưu, Hài                           | [ 309 ] |
| T H Á N G C H Í N | 30              | Pan & vùng đất Neverland             | Warner Bros. / RatPac Entertainment                           | Joe Wright (đạo diễn); Jason Fuchs (biên kịch); Hugh Jackman, Garrett Hedlund, Rooney Mara, Amanda Seyfried, Levi Miller | Kỳ ảo, Phiêu lưu                         | [ 310 ] |
| T H Á N G C H Í N | 30              | Bước đi Thế kỷ                       | TriStar Pictures                                              | Robert Zemeckis (đạo diễn/biên kịch); Christopher Browne (biên kịch); Joseph Gordon-Levitt, Ben Kingsley, James Badge Dale, Charlotte Le Bon | Tiểu sử                                  | [ 311 ] |

### Tháng mười–Tháng mười hai
| Ngày công chiếu         | Ngày công chiếu | Tựa đề                                   | Studio                                                                                  | Diễn viên và người thực hiện | Thể loại                          | Nguồn   |
| ----------------------- | --------------- | ---------------------------------------- | --------------------------------------------------------------------------------------- | --- | --------------------------------- | ------- |
| T H Á N G M Ư Ờ I       | 2               | Hell and Back                            | Freestyle Releasing                                                                     | Tom Gianas, Ross Shuman (đạo diễn); Hugh Sterbakov, Zeb Wells (biên kịch); Nick Swardson, Mila Kunis, Bob Odenkirk, T. J. Miller, Rob Riggle, Susan Sarandon, Danny McBride | Hài                               | [ 312 ] |
| T H Á N G M Ư Ờ I       | 4               | Người đàm phán                           | Touchstone Pictures / DreamWorks Pictures / 20th Century Fox                            | Steven Spielberg (đạo diễn); Matt Charman, Ethan Coen, Joel Coen (biên kịch); Tom Hanks, Mark Rylance, Amy Ryan, Alan Alda, Austin Stowell, Domenick Lombardozzi | Lịch sử drama thriller            | [ 313 ] |
| T H Á N G M Ư Ờ I       | 5               | Goosebumps                               | Columbia Pictures / Sony Pictures Animation / Village Roadshow Pictures / Original Film | Rob Letterman (đạo diễn); Darren Lemke, Mike White (biên kịch); Jack Black, Dylan Minnette, Odeya Rush, Amy Ryan, Ryan Lee, Jillian Bell | Hành động, Kỳ ảo, Hài             | [ 314 ] |
| T H Á N G M Ư Ờ I       | 6               | Burnt                                    | The Weinstein Company                                                                   | John Wells (đạo diễn); Steven Knight (biên kịch); Bradley Cooper, Jamie Dornan, Emma Thompson, Sienna Miller, Daniel Brühl, Uma Thurman, Alicia Vikander, Lily James, Omar Sy | Hài, drama                        | [ 315 ] |
| T H Á N G M Ư Ờ I       | 16              | Lâu đài đẫm máu                          | Universal Pictures / Legendary Pictures                                                 | Guillermo del Toro (đạo diễn/biên kịch); Matthew Robbins, Lucinda Coxon (biên kịch); Mia Wasikowska, Tom Hiddleston, Charlie Hunnam, Jessica Chastain, Jim Beaver | Kinh dị, Lãng mạn                 | [ 316 ] |
| T H Á N G M Ư Ờ I       | 16              | Woodlawn                                 | Pure Flix Entertainment / Provident Films                                               | The Erwin Brothers (đạo diễn); Quinton Peeples, Jon Erwin (biên kịch); Sean Astin, Nic Bishop, Caleb Castille, Sherri Shepherd, Jon Voight | Chính kịch                        | [ 317 ] |
| T H Á N G M Ư Ờ I       | 22              | Rock the Kasbah                          | Open Road Films                                                                         | Barry Levinson (đạo diễn); Mitch Glazer (biên kịch); Bill Murray, Bruce Willis, Kate Hudson, Scott Caan, Zooey Deschanel, Taylor Kinney | Hài                               | [ 318 ] |
| T H Á N G M Ư Ờ I       | 23              | Jem and the Holograms                    | Universal Studios                                                                       | Jon M. Chu (đạo diễn); Ryan Landels (biên kịch); Aubrey Peeples, Stefanie Scott, Hayley Kiyoko, Aurora Perrineau, Ryan Guzman, Juliette Lewis, Molly Ringwald | Âm nhạc, Hài                      | [ 319 ] |
| T H Á N G M Ư Ờ I       | 23              | Paranormal Activity: The Ghost Dimension | Paramount Pictures                                                                      | Gregory Plotkin (đạo diễn); Jason Pagan (biên kịch); Katie Featherston, Tyler Craig | Kinh dị                           | [ 320 ] |
| T H Á N G M Ư Ờ I       | 23              | Chiến binh săn phù thủy                  | Summit Entertainment                                                                    | Breck Eisner (đạo diễn); Cory Goodman, D.W. Harper, Melisa Wallack, Matt Sazama, Burk Sharpless (biên kịch); Vin Diesel, Michael Caine, Rose Leslie, Elijah Wood | Hành động, Kỳ ảo                  | [ 321 ] |
| T H Á N G M Ư Ờ I       | 26              | Spectre                                  | Metro-Goldwyn-Mayer / Columbia Pictures                                                 | Sam Mendes (đạo diễn); John Logan, Neal Purvis, Robert Wade (biên kịch); Daniel Craig, Christoph Waltz, Léa Seydoux, Monica Bellucci, Ralph Fiennes, Naomie Harris, Ben Whishaw, Dave Bautista, Andrew Scott, Rory Kinnear, Jesper Christensen                                                                               | Hành động, Rùng rợn               | [ 322 ] |
| T H Á N G M Ư Ờ I       | 30              | Scouts Guide to the Zombie Apocalypse    | Paramount Pictures                                                                      | Christopher B. Landon (đạo diễn); Tye Sheridan, Logan Miller, Joey Morgan, Halston Sage, Sarah Dumont, Patrick Schwarzenegger | Kinh dị, Hài                      | [ 323 ] |
| T H Á N G M Ư Ờ I M Ộ T | 1               | The Peanuts Movie                        | 20th Century Fox / Blue Sky Studios                                                     | Steve Martino (đạo diễn); Bryan Schulz, Craig Schulz, Cornelius Uliano (biên kịch); Bill Melendez, Noah Schnapp, Hadley Belle Miller, AJ Teece, Noah Johnston, Venus Schulthens, Alexander Garfin, Francesca Capaldi, Mariel Sheets, Mar Mar, Rebecca Bloom, William Alexander Wunsch, Anastasia Bredikhina, Madisyn Shipman | Hoạt hình, Hài, Gia đình          | [ 324 ] |
| T H Á N G M Ư Ờ I M Ộ T | 4               | Giáng sinh nhớ đời                       | CBS Films                                                                               | Jessie Nelson (đạo diễn); Steven Rogers (biên kịch); John Goodman, Diane Keaton, Amanda Seyfried, Alan Arkin, Olivia Wilde, Ed Helms, Marisa Tomei, June Squibb, Dan Amboyer | Lãng mạn, Hài                     | [ 325 ] |
| T H Á N G M Ư Ờ I M Ộ T | 4               | The Hunger Games: Húng nhại – Hồi kết    | Lions Gate Entertainment                                                                | Francis Lawrence (đạo diễn); Danny Strong (biên kịch); Jennifer Lawrence, Josh Hutcherson, Liam Hemsworth, Woody Harrelson, Elizabeth Banks, Jena Malone, Jeffrey Wright, Sam Claflin, Stanley Tucci, Donald Sutherland, Julianne Moore, Willow Shields, Natalie Dormer, Gwendoline Christie, Philip Seymour Hoffman         | Khoa học giả tưởng                | [ 326 ] |
| T H Á N G M Ư Ờ I M Ộ T | 5               | By the Sea                               | Universal Studios                                                                       | Angelina Jolie (đạo diễn/biên kịch); Angelina Jolie, Brad Pitt, Mélanie Laurent, Niels Arestrup, Melvil Poupaud, Richard Bohringer | Chính kịch                        | [ 327 ] |
| T H Á N G M Ư Ờ I M Ộ T | 10              | Chú khủng long tốt bụng                  | Walt Disney Pictures / Pixar Animation Studios                                          | Peter Sohn (đạo diễn); Meg LeFauve (biên kịch); Raymond Ochoa, Jack Bright, Sam Elliott, Anna Paquin, A. J. Buckley, Steve Zahn, Frances McDormand, Jeffrey Wright, Marcus Scribner | Hài, Hoạt hình, Gia đình          | [ 328 ] |
| T H Á N G M Ư Ờ I M Ộ T | 12              | Prem Ratan Dhan Payo                     | Rajshri Productions                                                                     | Sooraj Barjatya (đạo diễn); Aas Karan (biên kịch); Salman Khan, Sonam Kapoor, Neil Nitin Mukesh, Armaan Kohli, Swara Bhaskar, Deepak Dobriyal, Anupam Kher | Chính kịch                        | [ 329 ] |
| T H Á N G M Ư Ờ I M Ộ T | 13              | My All American                          | Clarius Entertainment                                                                   | Angelo Pizzo (đạo diễn/biên kịch);; Aaron Eckhart, Finn Wittrock, Robin Tunney, Sarah Bolger, Michael Reilly Burke | Tiểu sử, Thể thao                 | [ 330 ] |
| T H Á N G M Ư Ờ I M Ộ T | 20              | Carol                                    | The Weinstein Company / StudioCanal UK                                                  | Todd Haynes (đạo diễn); Phyllis Nagy (biên kịch); Edward Lachman (cinematographer); Affonso Gonçalves (dựng phim); Carter Burwell (biên soạn); Cate Blanchett, Rooney Mara, Sarah Paulson, Kyle Chandler, Jake Lacy, John Magaro, Cory Michael Smith, Carrie Brownstein, Kevin Crowley, Nik Pajic                            | Lãng mạn, Chính kịch              | [ 331 ] |
| T H Á N G M Ư Ờ I M Ộ T | 20              | The Night Before                         | Columbia Pictures                                                                       | Jonathan Levine (đạo diễn/biên kịch); Joseph Gordon-Levitt, Seth Rogen, Anthony Mackie | Hài                               | [ 332 ] |
| T H Á N G M Ư Ờ I M Ộ T | 20              | Secret in Their Eyes                     | STX Entertainment                                                                       | Billy Ray (đạo diễn/biên kịch); Julia Roberts, Nicole Kidman, Chiwetel Ejiofor, Dean Norris | Tội phạm, Rùng rợn                | [ 333 ] |
| T H Á N G M Ư Ờ I M Ộ T | 25              | Creed                                    | Metro-Goldwyn-Mayer / Warner Bros. / New Line Cinema                                    | Ryan Coogler (đạo diễn/biên kịch); Aaron Covington (biên kịch); Michael B. Jordan, Sylvester Stallone, Tessa Thompson, Graham McTavish, Tony Bellew, Phylicia Rashad, Andre Chiến tranhd | Thể thao, Chính kịch              | [ 334 ] |
| T H Á N G M Ư Ờ I M Ộ T | 25              | Victor Frankenstein                      | 20th Century Fox                                                                        | Paul McGuigan (đạo diễn); Max Landis (biên kịch); Daniel Radcliffe, James McAvoy, Jessica Brown Findlay, Andrew Scott | Kinh dị                           | [ 335 ] |
| T H Á N G M Ư Ờ I H A I | 4               | Krampus: Ác mộng đêm Giáng Sinh          | Universal Studios / Legendary Pictures                                                  | Michael Dougherty (đạo diễn/biên kịch); Todd Casey, Zach Shields (biên kịch); Emjay Anthony, Allison Tolman, Adam Scott | Kinh dị                           | [ 336 ] |
| T H Á N G M Ư Ờ I H A I | 4               | The Lady in the Van                      | TriStar Pictures / BBC Films                                                            | Nicholas Hytner (đạo diễn); Alan Bennett (screenyplay); Maggie Smith, Alex Jennings, Jim Broadbent, Frances de la Tour, Roger Allam | Hài, Chính kịch                   | [ 337 ] |
| T H Á N G M Ư Ờ I H A I | 4               | The Letters                              | Freestyle Releasing                                                                     | William Riead (đạo diễn); Juliet Stevenson, Max von Sydow, Rutger Hauer, Priya Darshini | Chính kịch                        | [ 338 ] |
| T H Á N G M Ư Ờ I H A I | 4               | Quyền lực chết                           | The Weinstein Company                                                                   | Justin Kurzel (đạo diễn); Jacob Koskoff, Michael Lesslie, Todd Louiso (biên kịch); Michael Fassbender, Marion Cotillard, Paddy Considine, Sean Harris, Jack Reynor, Elizabeth Debicki, David Thewlis | Chính kịch                        | [ 339 ] |
| T H Á N G M Ư Ờ I H A I | 4               | Every Thing Will Be Fine                 | IFC Films                                                                               | Wim Wenders (đạo diễn); James Franco, Charlotte Gainsbourg, Marie-Josée Croze, Robert Naylor, Patrick Bauchau, Peter Stormare, Rachel McAdams | Chính kịch                        | [ 340 ] |
| T H Á N G M Ư Ờ I H A I | 4               | Christmas Eve                            | Amplify / GoDigital                                                                     | Mitch Davis (đạo diễn); Patrick Stewart, James Roday, Julianna Guill, Jon Heder, Cheryl Hines, Gary Cole | Hài                               | [ 341 ] |
| T H Á N G M Ư Ờ I H A I | 4               | Youth                                    | Fox Searchlight Pictures                                                                | Paolo Sorrentino (đạo diễn); Michael Caine, Harvey Keitel, Rachel Weisz, Paul Dano, Jane Fonda | Hài, Chính kịch                   | [ 342 ] |
| T H Á N G M Ư Ờ I H A I | 4               | Life                                     | Cinedigm                                                                                | Anton Corbijn (đạo diễn); Luke Davies (biên kịch); Robert Pattinson, Dane DeHaan, Ben Kingsley, Joel Edgerton | Tiểu sử, Chính kịch               | [ 343 ] |
| T H Á N G M Ư Ờ I H A I | 4               | A Royal Night Out                        | Lionsgate                                                                               | Julian Jarrold (đạo diễn); Sarah Gadon, Bel Powley, Jack Reynor, Rupert Everett, Emily Watson, Roger Allam | Hài, Chính kịch                   | [ 344 ] |
| T H Á N G M Ư Ờ I H A I | 11              | Biển sâu dậy sóng                        | Warner Bros. / Village Roadshow Pictures                                                | Ron Howard (đạo diễn); Chris Hemsworth, Benjamin Walker, Cillian Murphy, Tom Holland, Ben Whishaw, Brendan Gleeson | Tiểu sử                           | [ 345 ] |
| T H Á N G M Ư Ờ I H A I | 11              | The Big Short                            | Paramount Pictures                                                                      | Adam McKay (đạo diễn/biên kịch); Charles Randolph (biên kịch); Christian Bale, Steve Carell, Ryan Gosling, Brad Pitt, Melissa Leo, Marisa Tomei, Karen Gillan | Tiểu sử, Chính kịch               | [ 346 ] |
| T H Á N G M Ư Ờ I H A I | 14              | Star Wars: Thần lực thức tỉnh            | Lucasfilm Ltd. / Bad Robot Productions                                                  | J. J. Abrams (đạo diễn/biên kịch); Lawrence Kasdan, Michael Arndt (biên kịch); Harrison Ford, Daisy Ridley, Adam Driver, John Boyega, Oscar Isaac, Carrie Fisher, Lupita Nyong'o, Andy Serkis, Domhnall Gleeson, Anthony Daniels, Max von Sydow, Peter Mayhew, Mark Hamill                                                   | Khoa học giả tưởng fantasy        | [ 161 ] |
| T H Á N G M Ư Ờ I H A I | 18              | Alvin and the Chipmunks: Sóc chuột du hí | 20th Century Fox / Regency Enterprises                                                  | Walt Becker (đạo diễn); Randi Mayem Singer, Adam Sztykiel (screenplays); Jason Lee, Tony Hale, Kimberly Williams-Paisley, Josh Green, Bella Thorne, Justin Long, Matthew Gray Gubler, Jesse McCartney, Kaley Cuoco, Anna Faris, Christina Applegate                                                                          | Hài, Gia đình, Phiêu lưu, Âm nhạc | [ 347 ] |
| T H Á N G M Ư Ờ I H A I | 18              | Sisters                                  | Universal Studios                                                                       | Jason Moore (đạo diễn); Paula Pell (biên kịch); Amy Poehler, Tina Fey, John Cena, Maya Rudolph | Hài                               | [ 348 ] |
| T H Á N G M Ư Ờ I H A I | 18              | Dilwale                                  | Red Chillies Entertainment                                                              | Rohit Shetty (đạo diễn); Robin Bhatt/Farhad (biên kịch); Shah Rukh Khan, Kajol, Varun Dhawan, Kriti Sanon, Boman Irani, Johnny Lever, Vinod Khanna | Hài                               | [ 349 ] |
| T H Á N G M Ư Ờ I H A I | 25              | Concussion                               | Columbia Pictures / Village Roadshow Pictures / Scott Free Productions                  | Peter Landesman (đạo diễn/biên kịch); Will Smith, Alec Baldwin, Gugu Mbatha-Raw, Albert Brooks, Paul Reiser, Luke Wilson | Chính kịch, Thể thao              | [ 350 ] |
| T H Á N G M Ư Ờ I H A I | 25              | Bố ngoan, bố hư                          | Paramount Pictures                                                                      | Sean Anders, John Morris (đạo diễn); Brian Burns, Etan Cohen, Chris Henchy, Adam McKay (biên kịch); Will Ferrell, Mark Wahlberg, Linda Cardellini | Hài                               | [ 351 ] |
| T H Á N G M Ư Ờ I H A I | 25              | Joy - Người phụ nữ mang tên "Niềm vui"   | 20th Century Fox                                                                        | David O. Russell (đạo diễn/biên kịch); Annie Mumolo (biên kịch); Jennifer Lawrence, Robert De Niro, Bradley Cooper, Édgar Ramírez | Hài, Chính kịch                   | [ 352 ] |
| T H Á N G M Ư Ờ I H A I | 25              | Ranh giới chết                           | Warner Bros. / Lionsgate                                                                | Ericson Core (đạo diễn); Kurt Wimmer (biên kịch); Edgar Ramirez, Luke Bracey, Ray Winstone, Teresa Palmer | Hành động, Rùng rợn               | [ 353 ] |
| T H Á N G M Ư Ờ I H A I | 25              | The Hateful Eight                        | The Weinstein Company                                                                   | Quentin Tarantino (đạo diễn/biên kịch); Samuel L. Jackson, Kurt Russell, Jennifer Jason Leigh, Walton Goggins, Tim Roth, Demian Bichir, Michael Madsen, Bruce Dern | Phương Tây, Chính kịch            | [ 354 ] |
| T H Á N G M Ư Ờ I H A I | 25              | Người về từ cõi chết                     | 20th Century Fox / Regency Enterprises / RatPac Entertainment                           | Alejandro G. Iñárritu (đạo diễn/biên kịch); Mark L. Smith (biên kịch); Leonardo DiCaprio, Tom Hardy, Domhnall Gleeson, Will Poulter | Phương Tây, Rùng rợn              | [ 355 ] |